# Collaborazione con la Germania nazista e l'Italia fascista
Durante la seconda guerra mondiale molti governi, organizzazioni e individui collaborarono con le potenze dell'Asse "per convinzione, disperazione o sotto coercizione".
I nazionalisti a volte accolsero le truppe tedesche o italiane vedendoli come liberatori dalla colonizzazione. I governi della Danimarca, del Belgio e della Francia di Vichy cercarono di negoziare con gli invasori nella speranza di mitigare i danni ai loro cittadini ed economie. Alcuni Paesi collaborarono con l'Italia e la Germania perché volevano riconquistare i territori persi durante e dopo la prima guerra mondiale. Altri, come la Francia, avevano già in crescita un proprio movimento fascista in crescita o un sentimento antisemita, che gli invasori rafforzarono. Individui come Hendrik Seyffardt nei Paesi Bassi e Theodoros Pangalos in Grecia videro nella collaborazione una via verso il potere politico personale. Altri credettero che la Germania avrebbe prevalso e cercarono di trovarsi dalla parte dei vincitori per il timore di essere tra i perdenti.
Le forze militari dell'Asse reclutarono molti volontari, a volte sotto la minaccia delle armi, più spesso con promesse poi non mantenute, oppure arruolarono i prigionieri di guerra che cercavano di sfuggire alle terribili condizioni dei campi di detenzione. Altri volontari aderirono perché convinti delle ideologie naziste o fasciste.
Stanley Hoffman nel 1968 usò il termine "collaborazionista" per descrivere coloro che collaborarono per motivi ideologici. Anche Bertram Gordon usò i termini "collaborazionista" e "collaboratore" per distinguere tra la collaborazione ideologica e non ideologica. "Collaborazione" descrive la cooperazione, a volte passiva, con una potenza vincitrice. Stanley Hoffmann differenziò la collaborazione involontaria, considerata alla pari di un riconoscimento riluttante della necessità, e volontaria, opportunistica o avida, nonché il collaborazionismo "servile", che cerca di essere utile, e "ideologico", che sostiene a gran voce l'ideologia dell'occupante.

## Collaborazione in Europa occidentale

### Belgio

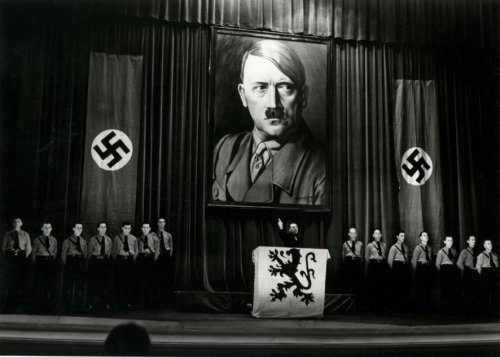
Una riunione del VNV a Gand nel 1941.

Il Belgio fu invaso dalla Germania nazista nel maggio 1940 d.c. e rimase occupato fino alla fine del 1944 d.c.
La collaborazione politica assunse forme diverse seguendo la divisione linguistica già presente. Nelle Fiandre, di lingua olandese, l'Unione Nazionale Fiamminga (in fiammingo: Vlaamsch Nationaal Verbond o VNV), chiaramente autoritario e antidemocratico oltre che influenzato dalle idee fasciste, all'interno del Movimento fiammingo prebellico, divenne un attore importante nella strategia tedesca di occupazione, anche impiegando i politici del VNV nell'amministrazione civile belga. Il VNV e la sua posizione relativamente moderata vennero via via emarginati dal DeVlag, movimento più radicale e filo-tedesco.
Nella Vallonia francofona il Partito Rexista di Léon Degrelle, autoritario e cattolico-fascista esistente già prima della guerra, fu l'equivalente vallone del VNV, anche se il nazionalismo belga del Rex lo metteva in contrasto con il nazionalismo fiammingo del VNV e con la Flamenpolitik tedesca. Dopo il 1941 Rex divenne sempre più radicale, fino a dichiararsi parte delle Waffen-SS.
Sebbene il governo belga precedente alla guerra fosse in esilio dal 1940, la funzione pubblica rimase in vigore per gran parte del periodo di occupazione. Il Comitato dei segretari generali, un gruppo amministrativo di funzionari pubblici, pur concepito come un'istituzione puramente tecnocratica, fu accusato di aver contribuito all'attuazione delle politiche di occupazione tedesche. Nonostante la sua intenzione di mitigare i danni ai belgi, non fu in grado di moderare le politiche tedesche come la persecuzione degli ebrei e la deportazione dei lavoratori in Germania, anche se riuscì a ritardare quest'ultima fino all'ottobre 1942. Delegare alcuni compiti al Comitato rese l'attuazione di queste politiche molto più efficiente di quella che si sarebbe potuta ottenere con la forza. Dato che il Belgio dipendeva dalla Germania per le importazioni di cibo, il Comitato era sempre svantaggiato nei negoziati.
Il governo in esilio criticò il Comitato per aver aiutato i tedeschi. I segretari generali erano malvisti anche all'interno del Belgio. Nel 1942 il giornalista Paul Struye li descrisse come "oggetto di una crescente e quasi unanime impopolarità". Essendo il volto dell'autorità di occupazione tedesca, erano invisi all'opinione pubblica, che li incolpò di mettere in pratica le richieste tedesche. Dopo la guerra diversi segretari generali furono processati per collaborazionismo. La maggior parte fu rapidamente assolta. Gérard Romsée, l'ex segretario generale per gli affari interni, fu condannato a vent'anni di reclusione; Gaston Schuind, della polizia giudiziaria di Bruxelles, a cinque. Molti fecero carriera in politica dopo la guerra. Victor Leemans fu senatore del Partito Sociale Cristiano di centro-destra (PSC-CVP) e presidente del Parlamento europeo. Anche la polizia belga fu accusata di collaborazionismo, soprattutto per quanto riguarda l'Olocausto.
Verso la fine della guerra le milizie dei partiti collaborazionisti compirono attivamente rappresaglie per punire gli attacchi della Resistenza, arrivando ad uccidere alcune figure di spicco sospettate di essere simpatizzanti o coinvolte nella Resistenza, come Alexandre Galopin, capo della Société Générale, assassinato nel febbraio 1944. Tra le rappresaglie contro i civili vi fu il massacro di Courcelles, in cui 20 persone furono uccise dai paramilitari rexisti per l'omicidio di un borgomastro, e il massacro di Meensel-Kiezegem, dove furono uccise 67 persone.

### Isole del Canale
Le Isole del Canale furono l'unico territorio britannico in Europa occupato dalla Germania nazista. La politica dei governi delle isole fu definita "relazioni corrette" con gli occupanti. Gli isolani non opposero alcuna resistenza armata o violenta. Dopo il 1945 vi furono indagini per sospetto collaborazionismo. Nel novembre 1946 il ministro degli Interni britannico comunicò alla Camera dei Comuni che la maggior parte delle accuse era priva di sostanza; furono considerati perseguibili solo dodici casi di collaborazionismo. Il Director of Public Prosecutions li escluse perché non c'erano sufficienti motivi legali per procedere contro coloro che si presumeva avessero fornito alle autorità di occupazione informazioni contrarie agli interessi dei loro concittadini.
Nelle isole di Jersey e Guernsey vennero approvate leggi che disponevano la confisca retroattiva dei guadagni realizzati dai profittatori di guerra e dagli operatori del mercato nero. Dopo la liberazione i soldati britannici dovettero intervenire per scongiurare le azioni di vendetta contro le donne sospettate di aver fraternizzato con i soldati tedeschi.

### Danimarca

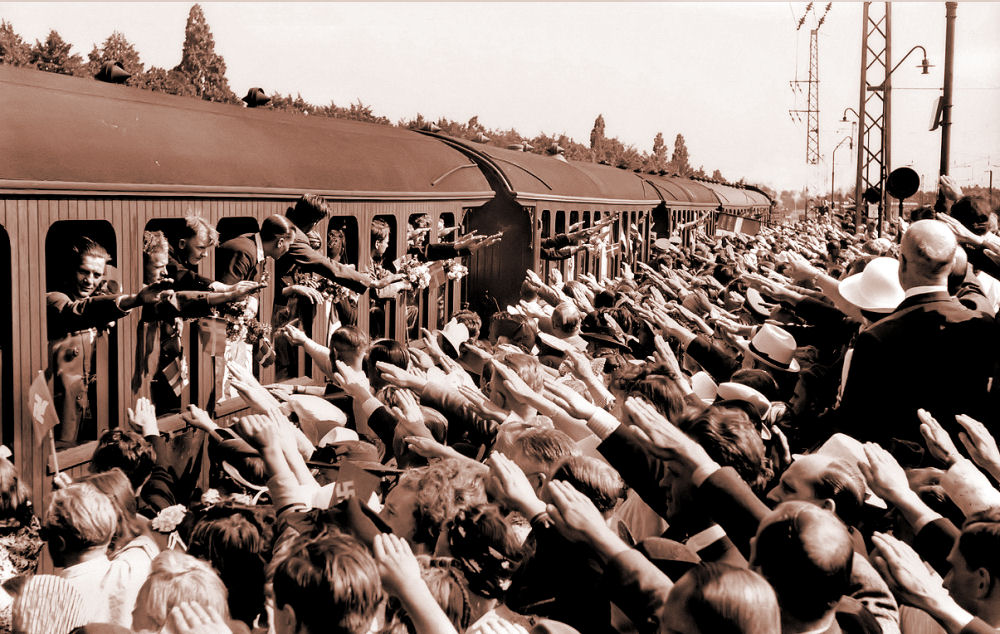
Membri del Frikorps Danmark in partenza per il fronte orientale dalla stazione Hellerup di Copenaghen.

Quando il 9 aprile 1940 le forze tedesche invasero la neutrale Danimarca, violarono il trattato di non aggressione firmato l'anno precedente, pur sostenendo che avrebbero "rispettato la sovranità e l'integrità territoriale danese e la neutralità". Il governo danese si arrese rapidamente e il parlamento mantenne il controllo sulla politica interna. L'opinione pubblica danese in genere appoggiò il nuovo governo, in particolare dopo la caduta della Francia nel giugno del 1940.
Il governo danese collaborò con gli occupanti fino al 1943 e contribuì a organizzare le vendite di prodotti industriali e agricoli alla Germania. Attuò una serie di politiche per compiacere la Germania e mantenere l'ordine sociale; la censura limitò la possibilità di essere pubblicati degli articoli e delle notizie "che avrebbero potuto mettere a repentaglio le relazioni tedesco-danesi", il 25 novembre 1941 la Danimarca aderì al Patto anticomintern. Il governo danese e il re Cristiano X scoraggiarono ripetutamente il sabotaggio e incentivarono le delazioni sul movimento di Resistenza. I combattenti della Resistenza venivano imprigionati o giustiziati; dopo la guerra gli informatori furono condannati a morte.
Prima, durante e dopo la guerra la Danimarca applicò una politica restrittiva nei confronti dei rifugiati; consegnò alle autorità tedesche almeno 21 rifugiati ebrei che erano riusciti ad attraversare il confine; nei campi di concentramento morirono 18 di queste persone, tra cui una donna e i suoi tre figli. Nel 2005 il primo ministro Anders Fogh Rasmussen si scusò ufficialmente per queste politiche.

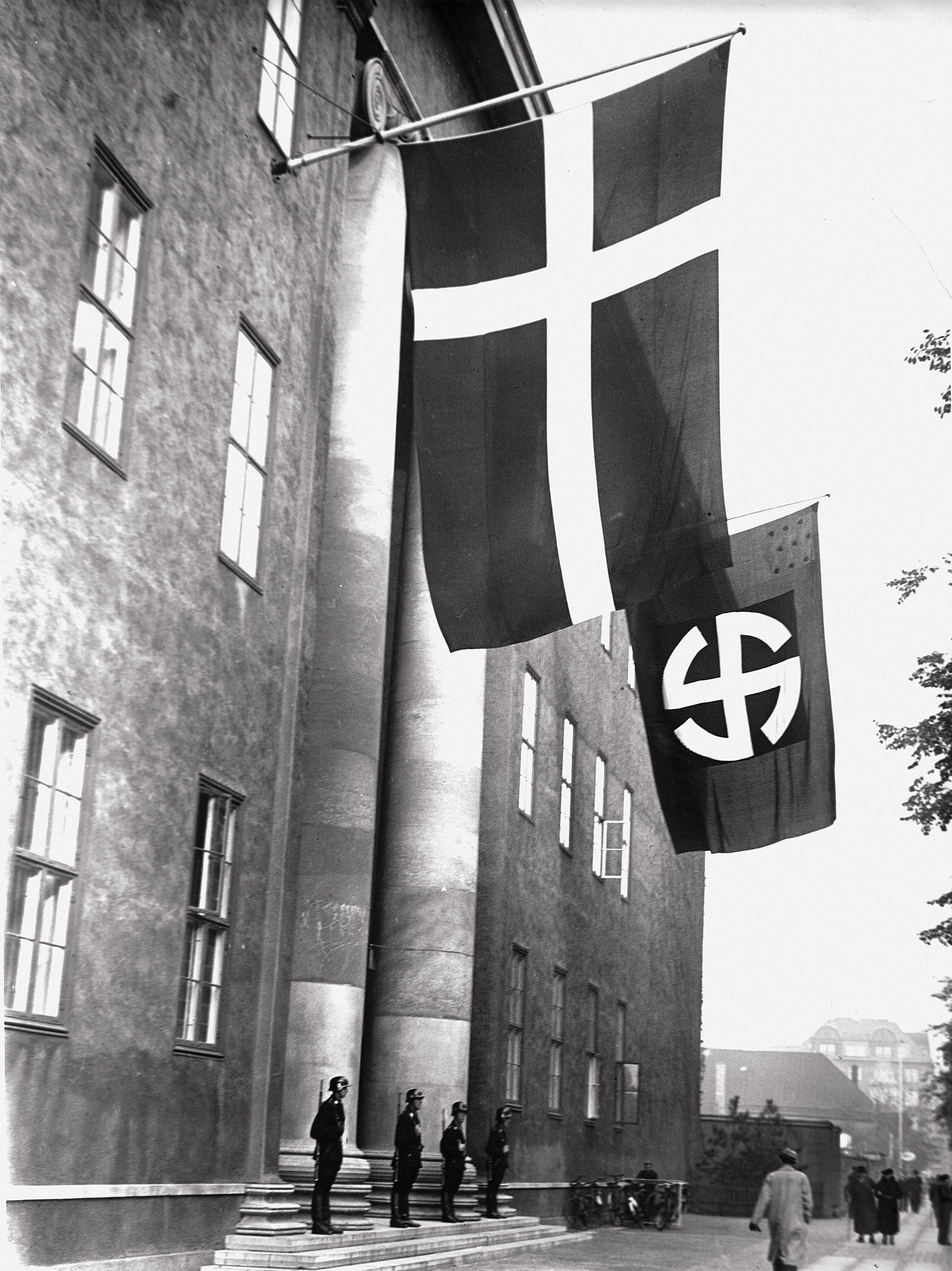
Quartier generale delle SS-Schalburgkorps a Copenaghen nel 1943.

In seguito all'invasione tedesca dell'Unione Sovietica (22 giugno 1941), le autorità tedesche chiesero l'arresto dei comunisti danesi. Il governo danese si adeguò, ordinando alla polizia di arrestare 339 comunisti iscritti nei registri segreti. 246 di questi, compresi i tre membri comunisti del Parlamento danese, furono imprigionati nel campo di Horserød, in violazione della Costituzione danese. Il 22 agosto 1941 il Parlamento danese approvò la Legge sui comunisti, mettendo fuori legge il Partito Comunista danese e le attività comuniste, un'altra violazione della Costituzione danese. Nel 1943 circa la metà dei comunisti imprigionati fu trasferita nel campo di concentramento di Stutthof, dove morirono in 22.
La produzione industriale e il commercio, in parte a causa della realtà geopolitica e delle necessità economiche, furono orientati verso la Germania. Molti funzionari governativi consideravano l'espansione commerciale verso la Germania di vitale importanza per mantenere l'ordine sociale in Danimarca: si temeva che l'aumento della disoccupazione e della povertà potesse portare a disordini civili, con la conseguente repressione da parte dei tedeschi. I sussidi di disoccupazione potevano essere negati se in Germania erano disponibili posti di lavoro, così circa 20.000 danesi lavorarono nelle fabbriche tedesche durante i cinque anni di guerra.
Il gabinetto danese, tuttavia, respinse le richieste tedesche di una legislazione discriminatoria nei confronti della minoranza ebraica, così come le richieste di pena di morte e quelle di concedere ai tribunali militari tedeschi la giurisdizione sui cittadini danesi e di trasferire le unità dell'esercito danese alle forze armate tedesche.

### Francia

#### Francia di Vichy

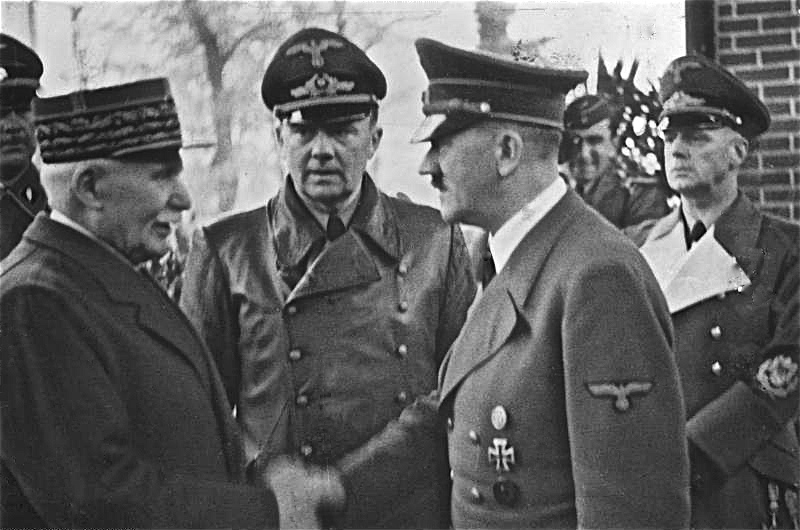
Il leader della Francia di Vichy maresciallo Philippe Pétain incontra Hitler a Montoire il 24 ottobre 1940.

Il maresciallo Philippe Pétain, eroe della prima guerra mondiale, divenne il capo dello Stato francese post-democratico, governato non da Parigi ma da Vichy, quando la Terza Repubblica francese crollò dopo la battaglia di Francia. Il primo ministro Paul Reynaud si dimise piuttosto che firmare l'armistizio. L'Assemblea Nazionale diede quindi a Pétain il potere assoluto di convocare l'assemblea costituente per scrivere una nuova costituzione, ma Pétain usò i suoi poteri plenari per istituire l'autoritario Stato francese (l'État Français).
Pierre Laval e gli altri ministri diedero inizialmente la priorità al salvare le vite e al rimpatriare i prigionieri di guerra francesi. L'illusione dell'autonomia fu importante per il regime di Vichy, che voleva a tutti i costi evitare il dominio diretto del governo militare tedesco.
Le autorità tedesche minacciarono velatamente di sostituire l'amministrazione di Vichy con leader più esplicitamente filonazisti come Marcel Déat e Jacques Doriot, ai quali fu permesso di operare, pubblicare e criticare il regime se la cooperazione non fu abbastanza favorevole alla Germania. Questi partiti collaborarono nell'organizzazione e nel reclutamento della Legione dei volontari francesi contro il bolscevismo per combattere a fianco delle forze tedesche sul fronte orientale.

#### Lavoratori francesi in Germania

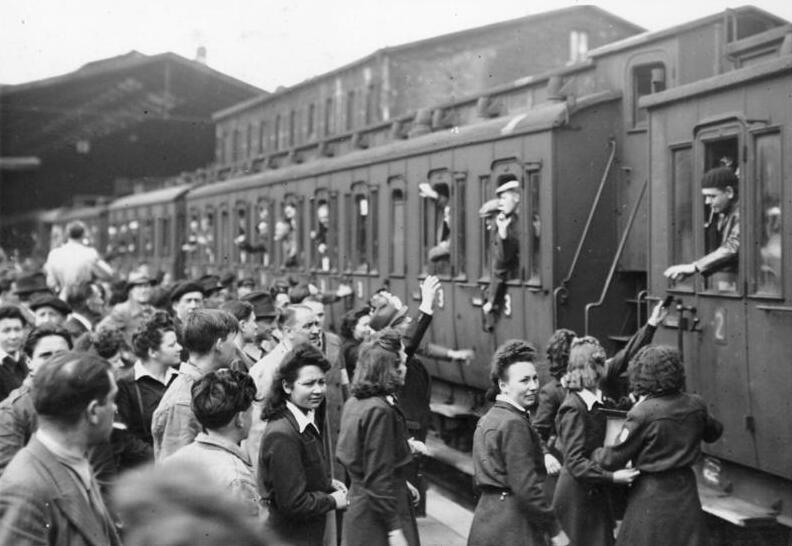
Partenza dei lavoratori STO dalla stazione di Parigi-Nord nel 1943.

Inizialmente Vichy accettò di inviare tre volontari francesi a lavorare nelle fabbriche tedesche per ogni prigioniero di guerra francese rimpatriato. Quando questo programma (la relève) non attirò abbastanza lavoratori per soddisfare il Reich, Vichy iniziò a coscrivere i cittadini francesi nel Service du travail obligatoire (STO).
Molti lavoratori passarono alla Resistenza piuttosto che presentarsi allo STO, specialmente i giovani che iniziarono a nascondersi nelle foreste e nelle montagne per unirsi al maquis.

#### Collaborazione di Vichy nell'Olocausto

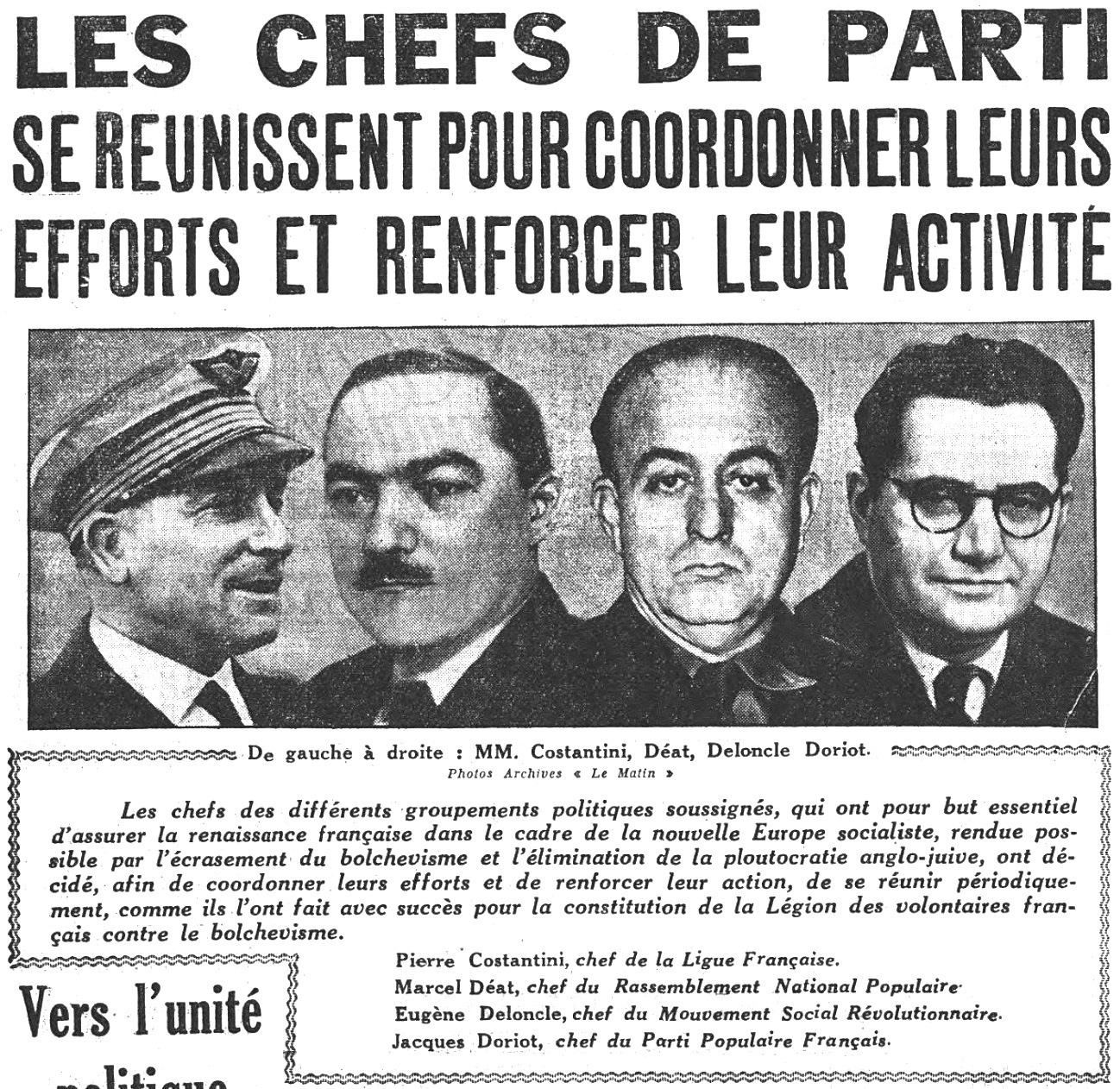
I leader dei principali partiti collaborazionisti in Francia. Da sinistra a destra: Pierre Costantini (Lega Francese), Marcel Déat (Raggruppamento Nazional Popolare), Eugène Deloncle (MSR) e Jacques Doriot (PPF), estratto dalla prima pagina di Le Matin, 10 ottobre 1941.

Molto prima dell'occupazione la Francia aveva già una storia consolidata di antisemitismo e filosemitismo, come si vede nella controversia sulla colpevolezza di Alfred Dreyfus che durò dal 1894 al 1906. Gli storici non sono d'accordo su quanto le campagne antisemite di Vichy derivassero da radici autoctone francesi e quanto dalla collaborazione volontaria con gli occupanti tedeschi o dalla semplice, e talvolta riluttante, cooperazione con le istruzioni naziste.
Pierre Laval rivestì un importante ruolo nello sterminio degli ebrei, dei rom e degli altri "indesiderabili". A seguito di una serie sempre più restrittiva di misure antisemite e antimassoniche, come la Seconda legge sullo status degli ebrei, Vichy aprì una serie di campi di internamento in Francia dove vennero rinchiusi ebrei, zingari, omosessuali e oppositori politici. La polizia francese guidata di René Bousquet, sotto la crescente pressione tedesca, contribuì alla deportazione di 76.000 ebrei (sia direttamente che attraverso i campi francesi) nei campi di concentramento e sterminio nazisti.
Nel 1995 il presidente Jacques Chirac riconobbe ufficialmente la responsabilità dello Stato francese nella deportazione degli ebrei durante la guerra, in particolare per le oltre 13.000 vittime, di cui solo 2.500 sopravvissute, del rastrellamento del Velodromo d'inverno del luglio 1942, in cui Laval decise di sua spontanea volontà di deportare i bambini insieme ai genitori. Bousquet organizzò anche la collaborazione della polizia francese con la Gestapo nel massiccio rastrellamento di Marsiglia che decimò un intero quartiere del Porto Vecchio della città.
Le stime sul numero di ebrei francesi (circa 300.000 all'inizio dell'occupazione) morti nell'Olocausto variano da circa 60.000 (≅20%) a circa 130.000 (≅43%).

#### Le purghe del dopoguerra

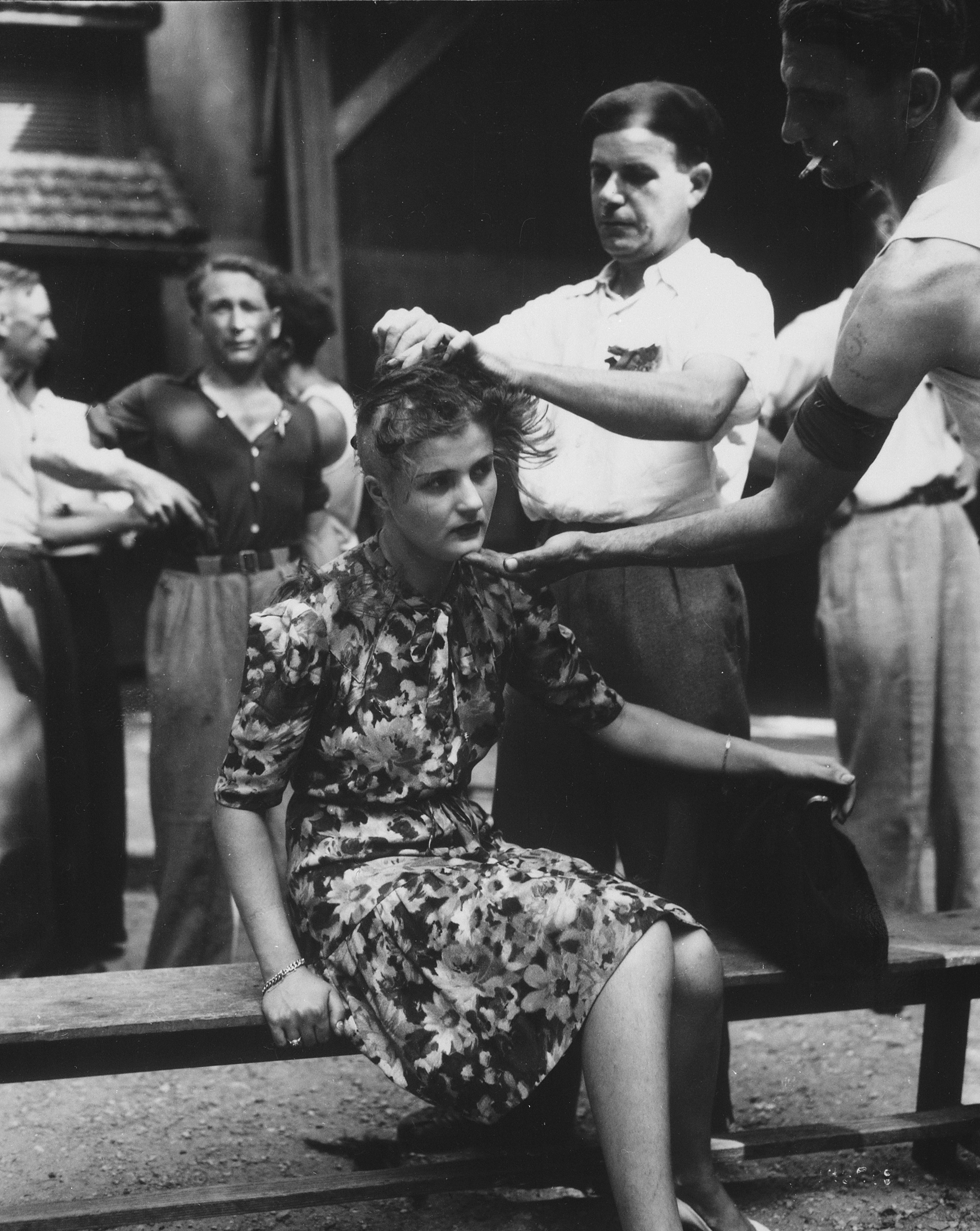
Una donna viene rasata come punizione per la collaborazione con i tedeschi. Zona di Montélimar, agosto 1944.

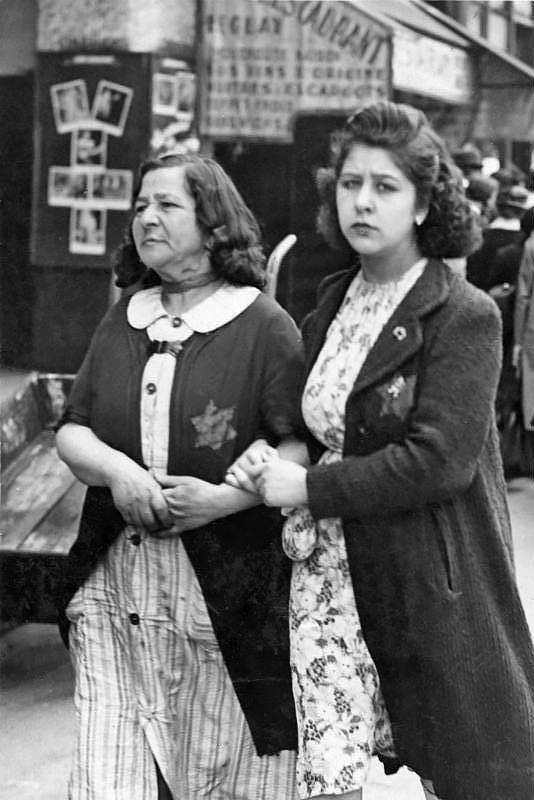
Due donne ebree nella Parigi occupata che indossano il distintivo giallo obbligatorio.

Con la liberazione della Francia nel 1944-1945 si verificarono anche le cosiddette purghe selvagge (épuration sauvage). I gruppi della Resistenza misero in atto rappresaglie sommarie, soprattutto contro i sospetti informatori e i membri della Milice française, il corpo paramilitare antipartigiano di Vichy. Alcuni tribunali non ufficiali processarono e punirono migliaia di persone accusate, anche ingiustamente, di collaborazionismo e associazione con il nemico. Le stime del numero di vittime differiscono, ma gli storici concordano sul fatto che il numero esatto non si saprà mai.
Con il ritorno dell'ordine giuridico formale in Francia, le epurazioni informali furono sostituite dall'épuration légale. Le più importanti furono quelle di Pierre Laval, processato e giustiziato nell'ottobre 1945, e di Philippe Pétain, la cui condanna a morte nel 1945 fu poi commutata in ergastolo a Bréton Yeu, dove morì nel 1951.
Qualche decennio dopo alcuni ex collaboratori sopravvissuti, come Paul Touvier, furono processati per crimini contro l'umanità. René Bousquet fu riabilitato e riacquistò una certa influenza nella politica, nella finanza e nel giornalismo francesi, ma fu comunque indagato nel 1991 per la deportazione degli ebrei. Fu assassinato nel 1993, poco prima dell'inizio del processo. Maurice Papon fece il prefetto della polizia di Parigi sotto il presidente de Gaulle (assumendosi così la responsabilità finale del massacro di Parigi del 1961) e, 20 anni dopo, fu ministro del Bilancio sotto il presidente Valéry Giscard d'Estaing, prima di essere condannato e incarcerato nel 1998 per crimini contro l'umanità consistenti nell'organizzazione della deportazione di 1.560 ebrei dalla regione di Bordeaux al campo di internamento di Drancy.
Anche altri collaboratori, come Émile Dewoitine, riuscirono ad avere ruoli importanti dopo la guerra. Dewoitine fu nominato capo di Aérospatiale, che creò l'aereo Concorde.

### Lussemburgo
Il Lussemburgo fu invaso nel maggio 1940 e rimase occupato fino all'inizio del 1945. Inizialmente fu governato come una regione distinta, mentre i tedeschi si preparavano ad assimilare la popolazione germanica. Nel 1941 nacque il Movimento Nazionale Tedesco (Volksdeutsche Bewegung, VdB) sotto la guida di Damian Kratzenberg, un insegnante di tedesco presso l'Athénée de Luxembourg. Il suo obiettivo fu quello di spingere la popolazione verso una posizione filo-tedesca, prima della vera e propria annessione, utilizzando lo slogan Heim ins Reich. Nell'agosto 1942 il Lussemburgo fu annesso alla Germania nazista e i lussemburghesi furono arruolati nell'esercito tedesco.

### Principato di Monaco
Durante l'occupazione nazista del principato la polizia monegasca arrestò e consegnò ai nazisti 42 rifugiati ebrei dell'Europa centrale, proteggendo al contempo gli ebrei monegaschi.

### Paesi Bassi

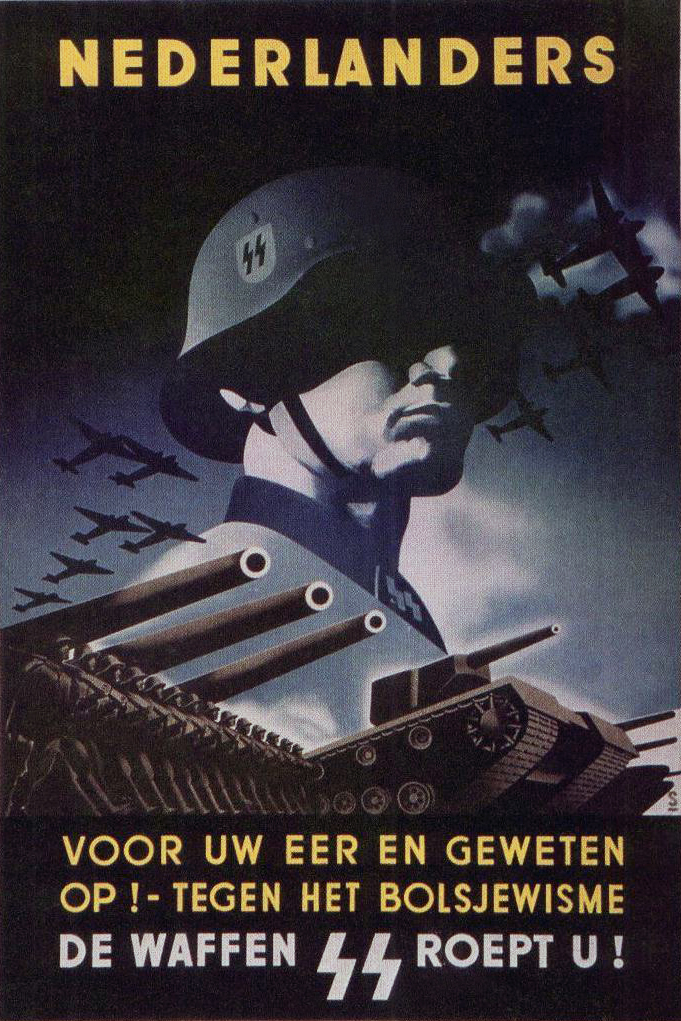
Manifesto di reclutamento delle SS che esorta gli olandesi a unirsi alla lotta contro il bolscevismo.

I tedeschi riorganizzarono la polizia olandese e istituirono una nuova Polizia comunale, che aiutò i tedeschi a combattere la Resistenza e a deportare gli ebrei. Il Movimento Nazional-Socialista dei Paesi Bassi (NSB) aveva unità di milizia i cui membri furono trasferiti in altri organi paramilitari come il Landstorm olandese o il Control commando. I Nella caccia agli ebrei i tedeschi ebbero un aiuto importante da un certo numero di persone, tra cui alcuni poliziotti e la Colonna Henneicke: molti di loro erano membri dell'NSB; gli appartenenti alla colonna furono responsabili dell'arresto di circa 900 ebrei.

### Norvegia

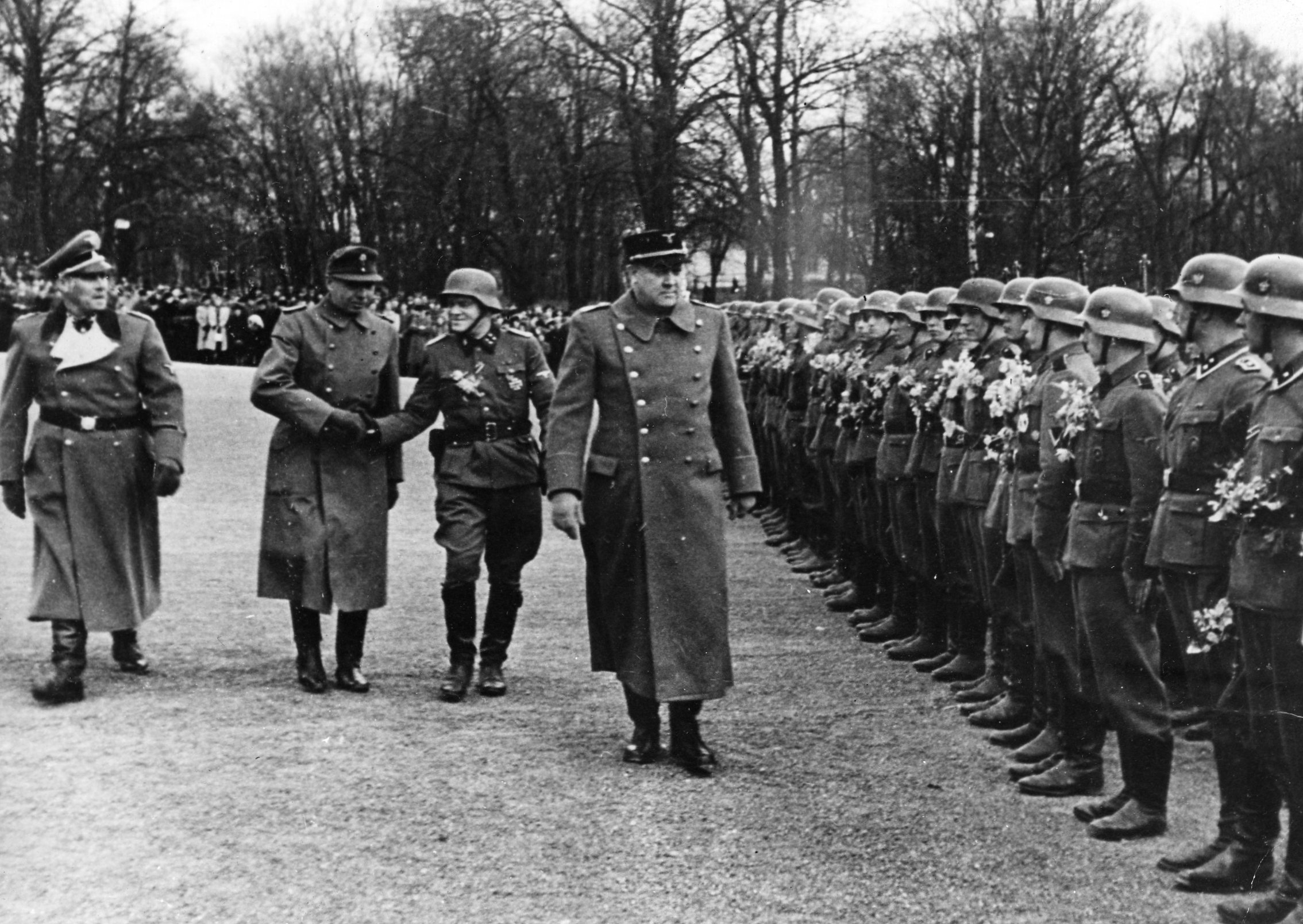
Vidkun Quisling e Jonas Lie ispezionano la Legione norvegese.

Nella Norvegia occupata i tedeschi instaurarono il governo nazionale guidato da Vidkun Quisling come regime fantoccio, mentre il re Haakon VII e il governo legalmente eletto fuggirono in esilio. Quisling incoraggiò i norvegesi a offrirsi volontari per il servizio nelle Waffen-SS, collaborò alla deportazione degli ebrei e fu responsabile delle esecuzioni dei membri del movimento di Resistenza norvegese.
Circa 45.000 collaboratori norvegesi si unirono al partito di stampo fascista Unione Nazionale (Nasjonal Samling) e circa 8.500 si arruolarono nell'organizzazione paramilitare collaborazionista Hirden. Attorno ai 15.000 norvegesi fecero i volontari al fianco dei nazisti e in 6.000 si unirono alle Germanische-SS. Inoltre, le unità di polizia come la Statspolitiet contribuirono all'arresto di molti ebrei presenti in Norvegia. Quasi tutti i 742 ebrei deportati nei campi di concentramento e di sterminio furono uccisi o morirono prima della fine della guerra (solo 23 riuscirono a salvarsi). L'ufficiale di polizia norvegese Knut Rød, il principale responsabile dell'arresto, detenzione e consegna di uomini, donne e bambini ebrei alle truppe SS al porto di Oslo, durante l'epurazione legale in Norvegia dopo la guerra fu assolto in due processi tuttora controversi, che suscitarono molto scalpore.
In generale, il Nasjonal Samling ebbe uno scarsissimo sostegno tra la popolazione e la Norvegia fu uno dei pochi paesi in cui la Resistenza si diffuse già prima della svolta della guerra nel 1942-43, come ad esempio nel caso del movimento Milorg nato nel 1941.
Dopo la guerra Quisling fu giustiziato e il suo nome divenne eponimo internazionale di "traditore, collaborazionista".

## Collaborazione in Europa orientale

### Albania
Dopo l'invasione italiana dell'Albania il Regio Esercito Albanese, la polizia e la gendarmeria albanesi furono accorpati alle forze armate italiane del nuovo protettorato italiano dell'Albania.
La Milizia fascista albanese nacque nell'aprile 1939. Nella zona jugoslava del Kosovo furono istituiti i Vullnetari (o Kosovari), una milizia volontaria di albanesi del Kosovo. Le unità di Vullnetari attaccavano spesso le unità di etnia serba, anche con raid contro gli obiettivi civili. Bruciarono centinaia di villaggi serbi e montenegrini, uccisero molte persone oltre a saccheggiare il Kosovo e le regioni vicine.

### Stati baltici
Le repubbliche baltiche di Estonia, Lettonia e Lituania, prima invase dall'Unione Sovietica, furono successivamente occupate dalla Germania e incorporate, insieme alla Repubblica Socialista Sovietica Bielorussa dell'URSS, nel Reichskommissariat Ostland.

#### Estonia
Nei piani tedeschi, l'Estonia doveva diventare area di futuri insediamenti, poiché gli estoni erano tenuti in considerazione secondo la scala razziale nazista per il loro alto potenziale di germanizzazione. A differenza degli altri Stati baltici, la conquista del territorio estone da parte delle truppe tedesche fu relativamente lunga, dal 7 luglio al 2 dicembre 1941. Questo periodo fu utilizzato dai sovietici per attuare un'ondata di repressione contro gli estoni. Si stima che i battaglioni di distruzione subordinati allo NKVD uccisero circa 2.000 civili estoni, mentre 50-60.000 persone furono deportate in URSS. 10.000 di loro morirono nel sistema del Gulag nell'arco di un anno. Molti estoni combatterono contro le truppe sovietiche nella speranza di liberare il loro Paese; furono circa 12.000 i partigiani estoni che presero parte ai combattimenti. Di grande importanza furono i 57 membri del gruppo Erna, addestrati dai finlandesi, che operarono dietro le linee nemiche.
Nell'agosto 1941 i tedeschi organizzarono i gruppi di resistenza nell'Omakaitse, che contava tra i 34.000 e i 40.000 membri, principalmente basati sul Kaitseliit, sciolto dai sovietici. L'Omakaitse aveva il compito di ripulire le retrovie dell'esercito tedesco dai soldati dell'Armata Rossa, dai membri dello NKVD e dai militanti comunisti. Nel giro di un anno i suoi membri uccisero 5.500 abitanti estoni. In seguito svolsero compiti di guardia e combatterono i partigiani sovietici che entravano in Estonia. Tra i componenti dell'Omakaitse vennero reclutati poliziotti Estonia, addetti della Polizia Ausiliaria Estone e ufficiali della 20. Waffen-Grenadier-Division der SS estone.
I tedeschi formarono un governo fantoccio guidato da Hjalmar Mäe. La Polizia di Sicurezza Estone (SiPo) aveva una struttura mista estone-tedesca (139 tedeschi e 873 estoni) ed era formalmente subordinata all'Autoamministrazione estone. La polizia estone cooperò con i tedeschi nel rastrellamento di ebrei, rom, comunisti e persone considerate nemiche dell'ordine esistente o elementi asociali. Contribuì anche ad arruolare gli estoni per il lavoro forzato e il servizio militare sotto il comando tedesco. La maggior parte degli ebrei estoni fuggì prima dell'arrivo dei tedeschi; ne rimase solo un migliaio. Tutti furono arrestati dalla polizia estone e giustiziati dall'Omakaitse. Anche i membri della Polizia ausiliaria estone e della 20ª Divisione Waffen-SS giustiziarono i prigionieri ebrei inviati ai campi di concentramento e di lavoro istituiti dai tedeschi in territorio estone.
Subito dopo l'ingresso in Estonia i tedeschi iniziarono a formare le unità di volontari organizzate in battaglioni. Nel gennaio 1942 furono costituiti sei gruppi di sicurezza (battaglioni n. 181-186, circa 4.000 uomini), subordinati alla 18ª Armata della Wehrmacht. Allo scadere dell'anno alcuni volontari entrarono nelle Waffen-SS o tornarono alla vita civile, e con quelli rimasti furono formati tre Battaglioni orientali (n. 658-660). Combatterono fino all'inizio del 1944, dopodiché i loro membri si trasferirono nella 20. Waffen-Grenadier-Division der SS.
A partire dal settembre 1941 il comando delle SS e della polizia creò quattro battaglioni di fanteria di difesa (n. 37-40) e un battaglione di riserva e genieri (n. 41-42), subordinati alla Wehrmacht. Dal 1943 furono chiamati battaglioni di Polizia, con 3.000 persone in servizio. Nel 1944 furono trasformati in due battaglioni di fanteria e destinati in Germania nell'autunno del 1944, dove furono incorporati nella 20. Waffen-Grenadier-Division der SS.
Nell'autunno del 1941 i tedeschi formarono anche otto battaglioni di polizia (n. 29-36). Solo il battaglione n. 36 aveva uno scopo militare, ma a causa delle carenze la maggior parte fu impiegata al fronte vicino a Leningrado. Furono in gran parte sciolti nel 1943. Nello stesso anno il comando delle SS e della polizia creò cinque nuovi battaglioni di sicurezza e difesa (ereditarono i n. 29-33 e contavano più di 2.600 uomini). Nella primavera del 1943 furono istituiti cinque battaglioni di difesa (n. 286-290) come unità di servizio militare obbligatorio. Il 290° era composto da russi estoni. I battaglioni n. 286, 288 e 289 combatterono i partigiani in Bielorussia.

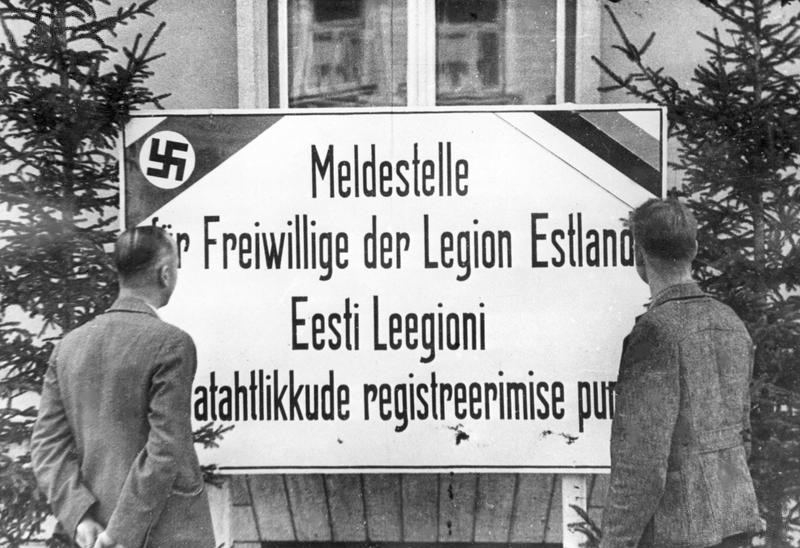
Il centro di reclutamento per la Legione estone delle Waffen-SS.

Il 28 agosto 1942 i tedeschi formarono la Legione estone Waffen-SS volontaria. Dei circa 1.000 volontari, 800 furono incorporati nel Battaglione Narva e inviati in Ucraina nella primavera del 1943. Dato il numero sempre minore di volontari, nel febbraio 1943 i tedeschi introdussero in Estonia la coscrizione obbligatoria. I nati tra il 1919 e il 1924 dovettero scegliere se andare a lavorare in Germania, entrare nelle Waffen-SS o nei battaglioni ausiliari estoni. In 5.000 si unirono alla Legione Waffen-SS estone, che fu riorganizzata nella 3ª Brigata Waffen-SS estone.
Con l'avanzata dell'Armata Rossa, fu annunciata la mobilitazione generale, ufficialmente sostenuta dall'ultimo primo ministro estone Jüri Uluots. Nell'aprile 1944 furono arruolati 38.000 estoni, alcuni dei quali entrarono nella 3ª Brigata Waffen-SS, ingrandita fino a diventare una divisione (20ª Divisione Waffen-SS: 10 battaglioni, più di 15.000 uomini nell'estate del 1944), che incorporò anche la maggior parte delle unità estoni già esistenti (per lo più battaglioni orientali). I più giovani furono arruolati in altre unità Waffen-SS, i restanti in sei reggimenti di difesa dei confini e quattro battaglioni di fucilieri di polizia (n. 286, 288, 291 e 292).
La Polizia di sicurezza estone e lo Sicherheitsdienst, i battaglioni 286°, 287° e 288° della Polizia ausiliaria estone e il 2,5-3% delle unità della milizia estone Omakaitse (tra i 1.000 e i 1.200 uomini) parteciparono al rastrellamento, alla sorveglianza o all'uccisione di circa 400-1.000 rom e 6.000 ebrei nei campi di concentramento della regione di Pskov in Russia e nei campi di concentramento di Jägala, Vaivara, Klooga e Lagedi in Estonia. Sorvegliati da queste unità, in Estonia morirono 15.000 prigionieri di guerra sovietici: alcuni a causa di negligenza e maltrattamenti, altri per esecuzione sommaria.

#### Lettonia
Le deportazioni e gli omicidi dei lettoni da parte dello NKVD raggiunsero il culmine nei giorni precedenti la presa di Riga da parte delle forze tedesche. Coloro che lo NKVD non riuscì a deportare prima dell'arrivo dei tedeschi furono fucilati nella prigione centrale. Le istruzioni dello RSHA ai propri agenti di scatenare i pogrom trovarono terreno fertile. Dopo che l'Einsatzkommando 1 e parte dell'Einsatzkommando 2 entrarono nella capitale lettone, il comandante dell'Einsatzgruppe A Franz Walter Stahlecker si mise in contatto con Viktors Arājs e gli ordinò di creare un'unità di commando. I membri, studenti di estrema destra ed ex ufficiali, erano tutti volontari e liberi di andarsene in qualsiasi momento.

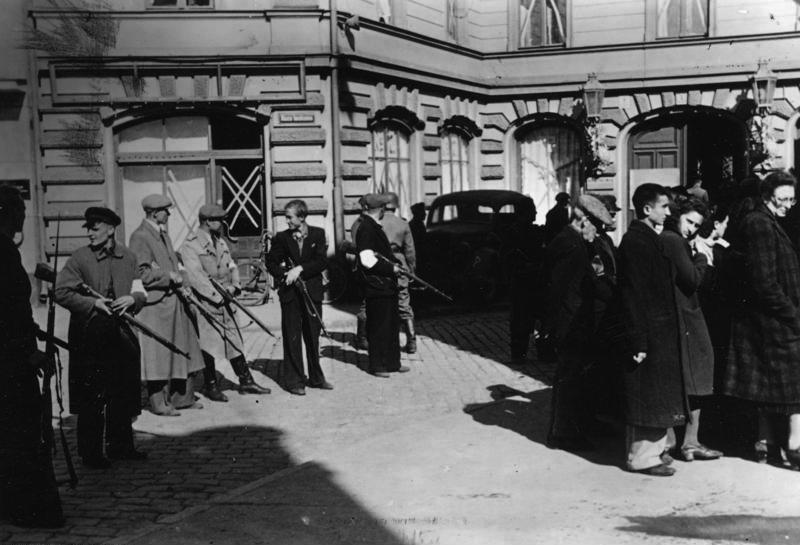
La polizia ausiliaria lettone raduna un gruppo di ebrei, Liepāja, luglio 1941.

Il giorno successivo, il 2 luglio, Stahlecker diede istruzioni ad Arājs di far scatenare al Commando Arājs dei pogrom che sembrassero spontanei, prima che le autorità di occupazione tedesche si fossero adeguatamente insediate. Folle influenzate dagli Einsatzkommando, composte da ex membri dei Pērkonkrusts e da altri gruppi di estrema destra, iniziarono a saccheggiare e arrestare in massa, uccidendo da 300 a 400 ebrei di Riga. Le uccisioni, continuate sotto la supervisione del brigadiere delle SS Walter Stahlecker, portarono alla morte oltre 2.700 ebrei.
Le attività dell'Einsatzkommando si ridimensionarono dopo la piena costituzione dell'autorità di occupazione tedesca, quando le SS si avvalsero di unità selezionate reclutate sul posto. Il generale tedesco Wilhelm Ullersperger e Voldemārs Veiss, un noto nazionalista lettone, in un discorso radiofonico fecero appello alla popolazione ad attaccare i "nemici interni". Nei mesi successivi la polizia di sicurezza ausiliaria lettone si concentrò principalmente sull'uccisione di ebrei, comunisti e sbandati dell'Armata Rossa in Lettonia e nella vicina Bielorussia.
Nel febbraio-marzo 1943 otto battaglioni lettoni presero parte all'operazione punitiva anti-partigiana Winterzauber vicino al confine tra Bielorussia e Lettonia, il cui risultato furono 439 villaggi bruciati, da 10.000 a 12.000 morti e oltre 7.000 persone portate ai lavori forzati o imprigionate nel campo di concentramento di Salaspils. Questo gruppo, da solo, uccise quasi la metà della popolazione ebraica lettone, circa 26.000 persone, principalmente nel novembre e dicembre 1941.
La creazione del Commando Arājs fu "una delle invenzioni più significative del primo Olocausto" e segnò il passaggio dai pogrom organizzati dai tedeschi all'uccisione sistematica degli ebrei da parte dei volontari locali (ex ufficiali dell'esercito, poliziotti, studenti e Aizsargi). Ciò contribuì a risolvere la cronica carenza di personale tedesco e sollevò i tedeschi dallo stress psicologico derivante dalla routine dell'assassinio dei civili. Nell'autunno del 1941 le SS avevano dislocato i battaglioni della polizia ausiliaria lettone a Leningrado, dove furono consolidati nella 2ª Brigata di fanteria SS lettone. Nel 1943 questa brigata, che in seguito divenne la 19. Waffen-Grenadier-Division der SS, fu unità alla 15. Waffen-Grenadier-Division der SS per diventare la Legione lettone. Sebbene formalmente la Legione fosse un'unità Waffen-SS volontaria, lo era solo di nome: l'80-85% dei suoi uomini erano coscritti.

#### Lituania

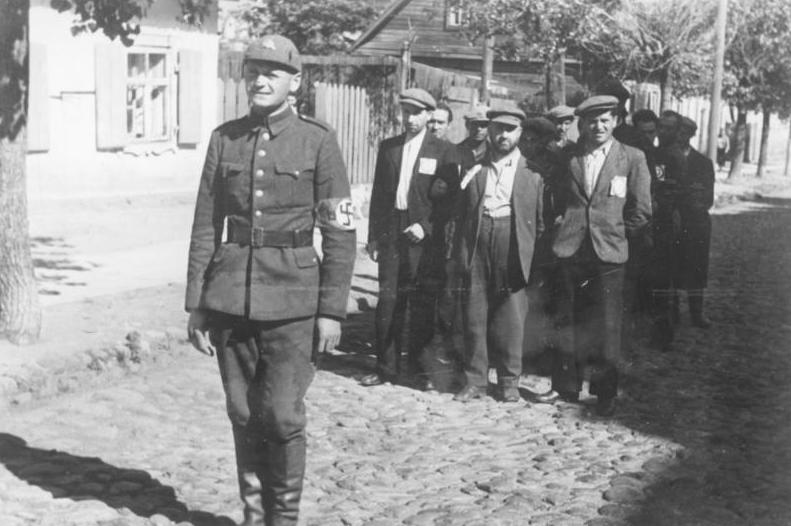
Poliziotto lituano con prigionieri ebrei, Vilnius, 1941.

Prima dell'invasione tedesca, alcuni leader in Lituania e in esilio erano convinti che la Germania avrebbe concesso al Paese l'autonomia politica, come aveva fatto con la Slovacchia. Il servizio segreto tedesco Abwehr credeva di controllare il Fronte attivista lituano, un'organizzazione filo-tedesca con sede presso l'ambasciata lituana a Berlino. I lituani formarono di propria iniziativa il Governo provvisorio della Lituania, ma la Germania non lo riconobbe, né permise all'ambasciatore lituano Kazys Škirpa di diventare primo ministro, ostacolando invece attivamente le sue attività. Il governo provvisorio si sciolse, poiché non aveva alcun potere ed era diventato chiaro che i tedeschi erano arrivati come occupanti e non come liberatori dai sovietici. Quando i tedeschi li chiamarono per il servizio militare nella primavera del 1943, i lituani protestarono facendo fallire la chiamata con scarsissime adesioni, cosa che non fu gradita agli occupanti.
Le unità guidate da Algirdas Klimaitis e supervisionate dal Brigadeführer delle SS Walter Stahlecker iniziarono i pogrom a Kaunas e dintorni il 25 giugno 1941. I collaborazionisti lituani uccisero centinaia di migliaia di ebrei, polacchi e zingari. Secondo lo studioso lituano-americano Saulius Sužiedėlis, un'atmosfera sempre più antisemita offuscò la società lituana, e gli emigrati antisemiti del LAF "non avevano bisogno di essere stimolati da influenze straniere". Conclude che la collaborazione lituana fu "un aiuto significativo nel facilitare tutte le fasi del programma genocida... [e che] l'amministrazione locale contribuì, a volte con zelo, alla distruzione dell'ebraismo lituano". Sottolinea che la "leadership morale e politica della Lituania fallì nel 1941, e che migliaia di lituani parteciparono all'Olocausto", ma avverte che "fino a quando non saranno corroborate da resoconti affidabili che forniscano tempo, luogo e almeno un numero approssimativo di vittime, le affermazioni di pogrom su larga scala prima dell'arrivo delle forze tedesche devono essere trattate con cautela".
Nel 1941 fu creata la Polizia di sicurezza lituana, subordinata alla Polizia di sicurezza e alla Polizia criminale nazista. Dei 26 battaglioni di polizia ausiliaria lituani, 10 furono coinvolti nell'Olocausto. Il 16 agosto il capo della polizia lituana Vytautas Reivytis ordinò l'arresto di ebrei sospettati di attività bolsceviche: "In realtà, era un segnale per uccidere tutti". Lo SD speciale e la squadra di polizia di sicurezza tedesca di Vilnius uccisero 70.000 ebrei a Paneriai e in altre località. A Minsk il 2º Battaglione fucilò circa 9.000 prigionieri di guerra sovietici e a Slutsk massacrò 5.000 ebrei.
Nel marzo 1942, in Polonia, il 2º Battaglione lituano sorvegliò il campo di concentramento di Majdanek. Nel luglio 1942 partecipò alla deportazione degli ebrei dal ghetto di Varsavia verso il campo di sterminio di Treblinka. Nell'agosto-ottobre 1942 alcuni battaglioni della polizia lituana si trovavano in Bielorussia e Ucraina: il 3° a Molodechno, il 4° a Donetsk, il 7° a Vinnytsa, l'11° a Korosten, il 16° a Dnepropetrovsk, il 254° a Poltava e il 255° a Mogilev. Un battaglione fu utilizzato anche per sedare la rivolta del ghetto di Varsavia nel 1943.
La partecipazione della popolazione locale fu un fattore chiave dell'Olocausto nella Lituania che portò allo sterminio quasi totale degli ebrei lituani nei territori occupati dai nazisti. Il 25 luglio 1941 il comando passò al Generalbezirk Litauen del Reichskommissariat Ostland. Su circa 210.000 ebrei (208.000 secondo i dati statistici lituani dell'anteguerra) si stima che 195.000-196.000 perirono prima della fine della guerra, la maggior parte tra giugno e dicembre 1941. Gli eventi che si verificarono nelle regioni occidentali dell'URSS occupate dalla Germania nazista nelle prime settimane dopo l'invasione segnarono una forte intensificazione dell'Olocausto.

### Bulgaria
La Bulgaria era interessata ad acquisire la Tessalonica e la Macedonia occidentale e sperava di ottenere la fedeltà degli 80.000 slavi che vivevano lì all'epoca. L'apparizione dei partigiani greci in quella zona convinse le forze dell'Asse a permettere la formazione di distaccamenti collaborazionisti di Ohrana. L'organizzazione reclutò inizialmente da 1.000 a 3.000 uomini armati dalla comunità slavofona dell'ovest della Macedonia greca.

### Cecoslovacchia

#### Sudeti
Konrad Henlein, un populista che rappresentava la consistente minoranza tedesca della regione dei Sudeti, cercò attivamente l'invasione nazista della Cecoslovacchia, e i suoi sforzi probabilmente innescarono l'accordo di Monaco. Dopo l'invasione amministrò le deportazioni naziste degli ebrei nel ghetto di Theresienstadt, dove quasi nessuno sopravvisse. Ad esempio, nel 1942 furono deportate da Theresienstadt 42.000 persone, per lo più ebrei cechi, di cui si conoscono solo 356 sopravvissuti. Henlein tentò anche di espellere tutti i cechi dai Sudeti, ma il vicino Protettorato di Boemia e Moravia si rifiutò di accettarli e gli fu comunicato che il bisogno di manodopera delle fabbriche della zona era più importante di tali politiche etniche.

#### Protettorato di Boemia e Moravia (le terre ceche)
Quando i tedeschi annessero la Cecoslovacchia nel 1938 e nel 1939, crearono il Protettorato di Boemia e Moravia dotato di proprie forze militari, tra cui un "esercito governativo" di 12 battaglioni, polizia e gendarmeria. La maggior parte dei componenti di esso fu inviata in Italia settentrionale nel 1944 come lavoratori e guardie. È stato discusso se l'esercito governativo fosse o meno una forza collaborazionista. Il suo ufficiale comandante Jaroslav Eminger fu processato e assolto dall'accusa di collaborazionismo dopo la guerra. Alcuni membri dell'esercito si impegnarono in operazioni di resistenza attiva mentre erano in servizio e nei giorni finali del conflitto parteciparono alla rivolta di Praga.

#### Repubblica Slovacca
La Repubblica Slovacca (Slovenská Republika) esisté come nazione quasi indipendente dal 14 marzo 1939 all'8 maggio 1945 e fu Stato cliente e alleato della Germania nazista. Comprendeva all'incirca lo stesso territorio dell'attuale Slovacchia, ad eccezione delle regioni meridionali e orientali. Delle perdite territoriali, nonché della crisi economica, furono incolpati gli ebrei che divennero oggetto di confische, persecuzioni e poi sterminio su larga scala organizzato e appoggiato dal governo, che arrivò finanche a pagare per la deportazione della propria popolazione ebraica.

### Grecia
La Germania insediò in Grecia un governo nazista. I primi ministri Georgios Tsolakoglu, Konstantinos Logothetopoulos e Ioannis Rallis collaborarono con le autorità dell'Asse. La Grecia esportava in Germania prodotti agricoli, soprattutto tabacco, e i "volontari" greci lavoravano nelle fabbriche tedesche.
Il governo collaborazionista creò delle forze paramilitari armate come i battaglioni di sicurezza per combattere la resistenza dell'EAM/ELAS L'ex dittatore generale Theodoros Pangalos vide in essi uno strumento per riacquistare il potere politico, anche perché la maggior parte degli ufficiali dell'Esercito ellenico reclutati nell'aprile 1943 furono i repubblicani in qualche modo associati a Pangalos.
I partiti greci, come il Partito Nazionalsocialista Greco dell'organizzazione ESPO di George Mercouris, o le organizzazioni apertamente antisemite come l'Unione Nazionale Greca aiutarono le autorità tedesche a combattere la Resistenza e a identificare e deportare gli ebrei greci. L'organizzazione BUND e il suo leader Aginor Giannopoulos addestrarono un battaglione di volontari greci che combatterono nelle file delle SS e delle unità Brandenburg.
Durante l'occupazione dell'Asse alcuni albanesi cham crearono una propria amministrazione e milizia a Thesprotia sotto l'organizzazione Balli Kombëtar, collaborando attivamente con le forze di occupazione prima italiane e poi tedesche e commettendo una serie di atrocità. In un incidente del 29 settembre 1943 Nuri e Mazzar Dino, leader paramilitari albanesi, istigarono all'esecuzione di massa di tutti i funzionari e notabili greci a Paramythia.
Con le forze italiane collaborò anche l'organizzazione politica e paramilitare degli aromuni: la Legione Romana dei valacchi, guidata dai nazionalisti aromuni Alcibiade Diamandi e Nicolae Matussis.

### Ungheria
Nell'aprile 1941 l'Ungheria permise alla Wehrmacht di attraversare il suo territorio per invadere la Jugoslavia. Il primo ministro ungherese Pál Teleki intendeva mantenere una posizione neutrale a favore degli Alleati, ma non poteva più rimanere fuori dalla guerra. Il ministro degli Esteri britannico Anthony Eden minacciò di rompere le relazioni diplomatiche se l'Ungheria non si fosse opposta attivamente al passaggio delle truppe tedesche. Il generale Henrik Werth, capo dello stato maggiore ungherese, siglò un accordo non autorizzato dal governo ungherese con l'Oberkommando der Wehrmacht per trasportare le truppe tedesche attraverso l'Ungheria. Teleki, incapace di fermare questi eventi, si suicidò il 3 aprile 1941. Dopo la guerra il Tribunale popolare ungherese condannò Werth a morte per crimini di guerra.
Non è chiaro se i 10.000-20.000 rifugiati ebrei (provenienti dalla Polonia e da altri Paesi) siano stati conteggiati nel censimento del gennaio 1941, ma furono deportati nella Polonia meridionale insieme a circa 20.000 persone che non potevano dimostrare la residenza legale dal 1850. Secondo i rapporti della Germania nazista, in tolate furono uccisi 23.600 ebrei, di cui 16.000 espulsi dall'Ungheria tra il 15 luglio e il 12 agosto 1941 e abbandonati o consegnati ai tedeschi. Gli ungheresi deportarono molte famiglie che vivevano nella zona da generazioni. Alcune richieste di permesso di residenza non vennero esaminate dai funzionari ungheresi fino a quando non furono effettuate le deportazioni. La stragrande maggioranza (16.000) dei deportati perì nel massacro di Kam"janec'-Podil's'kyj alla fine di agosto.
Nel massacro di Novi Sad e dei villaggi vicini 2.550-2.850 serbi, 700-1.250 ebrei e altre 60-130 persone furono uccise dall'esercito ungherese e dalla Csendőrség (gendarmeria) nel gennaio 1942. I responsabili, Ferenc Feketehalmy-Czeydner, Márton Zöldy, József Grassy, László Deák e altri, furono processati a Budapest nel dicembre 1943 e condannati, ma alcuni riuscirono a fuggire in Germania.
Durante la guerra gli ebrei furono chiamati a prestare "servizio di lavoro" (munkaszolgálat) in unità disarmate impiegate nelle riparazioni delle ferrovie bombardate, costruzione di aeroporti o bonifica dei campi minati al fronte a mani nude. Tra il 1942 e il 1942 sul fronte sovietico furono uccisi circa 42.000 ebrei, di cui circa il 40% nei campi di prigionia sovietici. Molti persero la vita a causa delle dure condizioni sul fronte orientale e del trattamento crudele da parte degli ufficiali ungheresi. 4.000 lavoratori forzati morirono nella miniera di rame di Bor, in Serbia.
Tuttavia Miklós Kállay, primo ministro dal 9 marzo 1942, e il reggente Miklós Horthy si rifiutarono di autorizzare la deportazione degli ebrei ungheresi nei campi di sterminio nella Polonia occupata. Questo durò fino a quando le truppe tedesche occuparono l'Ungheria e costrinsero Horthy a spodestare Kállay. Dopo l'occupazione (il 19 marzo 1944) gli ebrei delle province furono deportati nel campo di concentramento di Auschwitz: tra maggio e luglio di quell'anno vi giunsero 437.000 persone, la maggior parte di cui fu gasata all'arrivo.

### Polonia

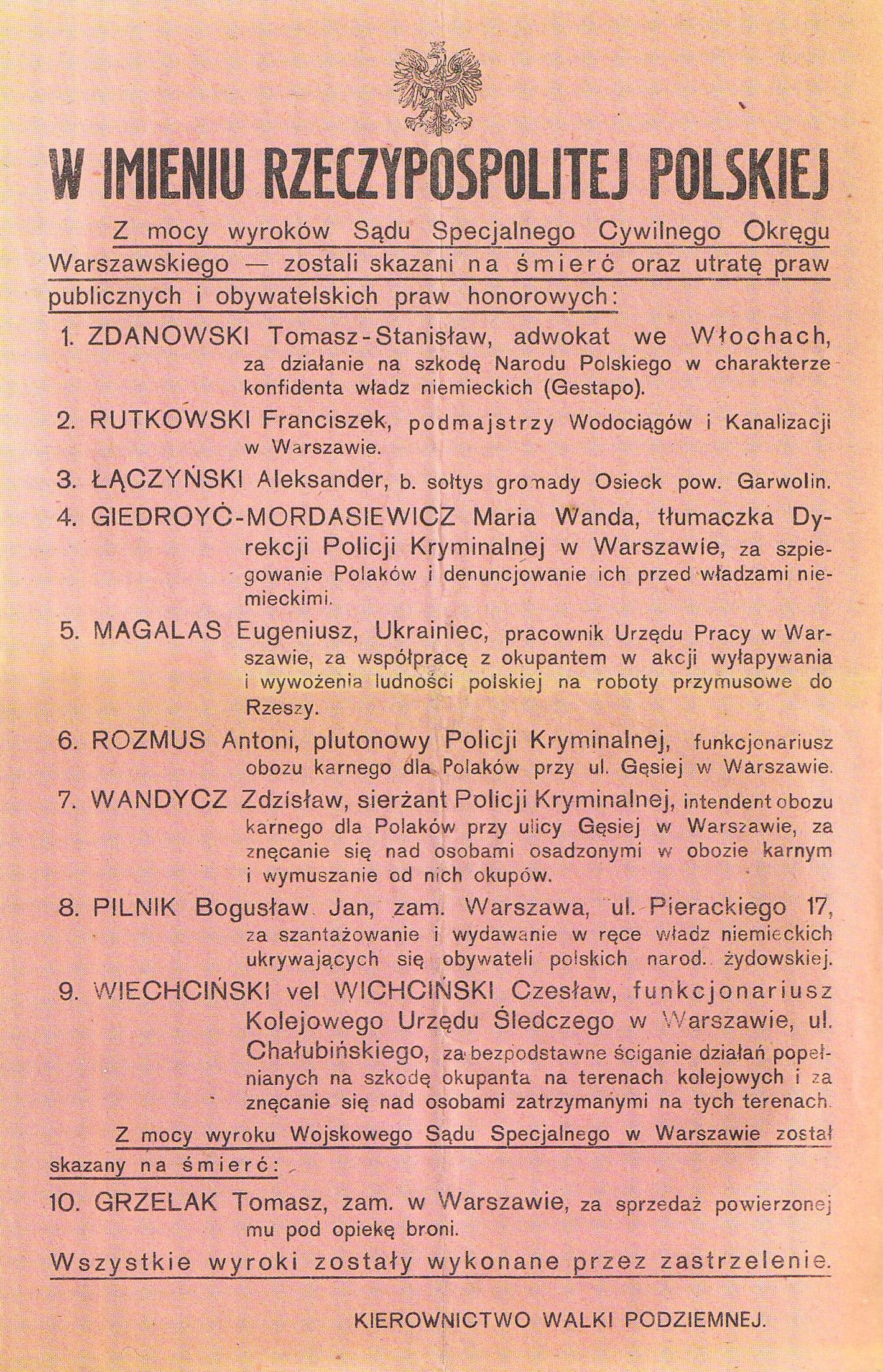
Manifesto della Resistenza polacca che annuncia l'esecuzione di diversi collaboratori e ricattatori polacchi e ucraini (szmalcowniks), settembre 1943.

A differenza degli altri Paesi europei occupati dai tedeschi, in Polonia non ci fu un governo che collaborò con i nazisti. Il governo polacco non si arrese, ma andò in esilio, prima in Francia e poi a Londra, evacuando le forze armate attraverso la Romania e l'Ungheria e via mare verso la Francia e la Gran Bretagna. Il territorio polacco occupato dai tedeschi fu annesso alla Germania nazista o posto sotto l'amministrazione tedesca come Governatorato Generale.
Poco dopo l'invasione tedesca della Polonia nel settembre 1939 le autorità naziste ordinarono la mobilitazione dei funzionari polacchi dell'anteguerra e della Polizia Blu, pena gravi sanzioni. Oltre che forza di polizia regolare contro le attività criminali, la Polizia Blu fu utilizzata dai tedeschi anche per combattere il contrabbando e la resistenza o per le azioni note come łapanka (civili presi a caso per il lavoro forzato) e per arrestare gli ebrei (in tedesco: Judenjagd, "caccia agli ebrei") e partecipare allo sterminio di essi. I poliziotti polacchi furono determinanti nell'attuazione della politica nazista di accentramento degli ebrei nei ghetti e, a partire dal 1942, nella loro liquidazione. Nel tardo autunno e all'inizio dell'inverno del 1941 sparare agli ebrei, compresi donne e bambini, divenne una delle numerose attività imposte loro dagli occupanti. Dopo una fase iniziale di esitazione, presero confidenza con la brutalità nazista e, secondo Jan Grabowski, a volte "superarono i loro insegnanti tedeschi". Mentre molti funzionari e poliziotti eseguivano gli ordini tedeschi, alcuni agivano come agenti della Resistenza polacca.
I collaboratori noti come szmalcownik ricattavano gli ebrei e i loro soccorritori polacchi e agivano come informatori, denunciando gli ebrei e i polacchi che li nascondevano e riferendo sulla Resistenza polacca. Molti cittadini polacchi di origine tedesca dell'anteguerra si dichiararono volontariamente Volksdeutsche e alcuni commisero atrocità e organizzarono saccheggi su larga scala.
I tedeschi istituirono organi di governo gestiti dagli ebrei nelle comunità e nei ghetti ebraici, gli Judenräte, che fungevano da intermediari per gestire le comunità e i ghetti oltre la polizia del ghetto ebraico (Jüdischer Ordnungsdienst), che funzionava come polizia ausiliaria per mantenere l'ordine e combattere la criminalità.
I tribunali clandestini dello Stato clandestino polacco indagarono su 17.000 polacchi che avevano collaborato con i tedeschi; circa 3.500 furono condannati a morte.

### Romania

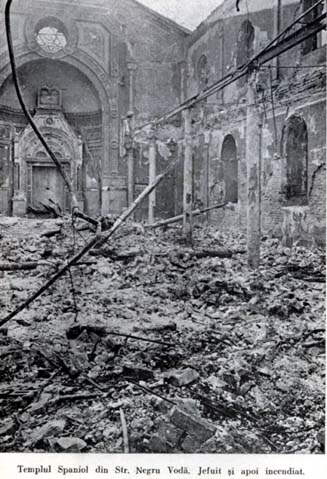
Tempio sefardita a Bucarest dopo il saccheggio e l'incendio del 1941.

Secondo il rapporto della Commissione Wiesel pubblicato dal governo rumeno nel 2004, in territorio rumeno morirono tra i 280.000 e i 380.000 ebrei, in particolare nelle zone di guerra della Bessarabia, della Bucovina e nei territori precedentemente occupati dai sovietici che passarono sotto il controllo rumeno (governatorato della Transnistria). 11.000 dei 25.000 rom deportati morirono nei campi di concentramento in Transnistria.
Sebbene la maggior parte delle uccisioni fosse stata commessa in zona di guerra dalle truppe rumene e tedesche, nel pogròm di Iaşi del giugno 1941 oltre 13.000 ebrei morirono nei massacri in città e sui treni che viaggiavano avanti e indietro attraverso la campagna.
La metà dei circa 270.000-320.000 ebrei che vivevano in Bessarabia, Bucovina e nella Contea di Dorohoi furono uccisi o morirono tra giugno 1941 e la primavera del 1944. Di questi, tra i 45.000 e i 60.000 furono uccisi in Bessarabia e Bucovina dalle truppe rumene e tedesche nei mesi successivi all'entrata della Romania in guerra nel 1941. Anche dopo le uccisioni iniziali, gli ebrei di Moldavia, Bucovina e Bessarabia subivano frequenti pogrom e vennero concentrati in ghetti e poi inviati nei campi in Transnistria costruiti e gestiti dalle autorità rumene.
I soldati e i gendarmi rumeni collaborarono con gli Einsatzkommando incaricate di massacrare ebrei e rom nei territori conquistati, con la milizia ucraina locale e con le squadre SS dei tedeschi ucraini locali (Sonderkommando Russland e Selbstschutz). Le truppe rumene furono in gran parte responsabili del massacro d'Odessa del 1941, in cui dal 18 ottobre 1941 a metà marzo 1942 soldati, gendarmi e polizia rumeni uccisero fino a 25.000 ebrei e ne deportarono più di 35.000.
Le stime più prudenti e affidabili parlano di circa 250.000 ebrei e 11.000 rom morti in queste regioni orientali. Tuttavia, la metà degli ebrei che vivevano all'interno dei confini precedenti all'operazione Barbarossa sopravvisse alla guerra nonostante durissime prove, tra cui il lavoro forzato, le sanzioni finanziarie e le leggi discriminatorie. Tutte le proprietà degli ebrei furono nazionalizzate.
Il rapporto sull'Olocausto commissionato e accettato dal governo rumeno nel 2004 conclude:

### Jugoslavia

Mappa della Jugoslavia occupata dall'Asse.

Il 25 marzo 1941, sotto notevoli pressioni, il governo jugoslavo acconsentì alla firma del Patto tripartito con la Germania nazista, garantendo la neutralità della Jugoslavia. Due giorni dopo, il 27 marzo, gli ufficiali militari serbi guidati dal generale Dušan Simović rovesciarono la reggenza e misero sul trono il diciassettenne re Pietro II. Furioso per la temerarietà dei serbi, Hitler ordinò l'invasione della Jugoslavia. Il 6 aprile 1941 fu attaccata dagli eserciti tedesco e italiano senza una dichiarazione di guerra. Undici giorni dopo la Jugoslavia capitolò e fu spartita tra gli Stati dell'Asse.
La regione della Serbia centrale e il Banato furono sottoposti al controllo militare tedesco come territorio del comandante militare in Serbia; le forze italiane occuparono la costa dalmata e il Montenegro; l'Albania annetté il Kosovo e parte della Macedonia; la Bulgaria ricevette la Macedonia di Vardar (l'attuale Macedonia del Nord); l'Ungheria occupò e annesse le regioni di Bačka e Baranya, nonché il Međimurje e il Prekmurje; il resto della Banovina della Drava (all'incirca l'attuale Slovenia) fu diviso tra Germania e Italia; Croazia, Sirmia e Bosnia furono riunite nello Stato Indipendente di Croazia, uno Stato fantoccio sotto la direzione del fascista croato Ante Pavelić.

#### Territorio del comandante militare in Serbia

Corpo dei volontari serbi.

La Serbia fu dapprima amministrata direttamente dai nazisti, poi dal governo fantoccio guidato dal generale Milan Nedić. La sua funzione principale era quella di mantenere l'ordine interno, sotto l'autorità del comando tedesco, con l'uso di unità paramilitari locali. Lo stato maggiore della Wehrmacht non prese mai in considerazione l'idea di costituire un'unità che servisse nelle forze armate tedesche. A metà del 1943 le forze collaborazioniste in Serbia (di etnia serba e russa) ammontavano a 25.000 - 30.000 uomini.

#### Unità serbe
Le organizzazioni collaborazioniste serbe, la Guardia di stato serba (SDS) e la Guardia di frontiera serba (SGS), al loro apice raggiunsero complessivamente 21.000 uomini. Il Corpo dei volontari serbi (SDK), la milizia di partito del Movimento Nazionale Jugoslavo fascista guidato da Dimitrije Ljotić, raggiunse i 9.886 uomini; i suoi membri aiutarono a sorvegliare e gestire i campi di concentramento e combatterono i partigiani jugoslavi e i cetnici al fianco dei tedeschi. Nell'ottobre 1941 il Corpo volontario serbo partecipò al massacro di Kragujevac, arrestando e consegnando gli ostaggi alla Wehrmacht. I membri del Corpo prestavano giuramento impegnandosi a combattere fino alla morte sia contro i comunisti che contro i cetnici.
La Polizia speciale collaborazionista di Belgrado aiutò le unità tedesche a radunare gli ebrei per la deportazione nei campi di concentramento. Prima della fine dell'estate 1942 la maggior parte degli ebrei serbi fu sterminata. Alla fine del 1942 la Polizia speciale contava 240 agenti e 878 guardie di polizia sotto il comando della Gestapo. Dopo la liberazione del Paese, nell'ottobre del 1944, le forze collaborazioniste si ritirarono con l'esercito tedesco e vennero in seguito assorbite dalle Waffen-SS.
Quasi fin dall'inizio due movimenti guerriglieri rivali, i cetnici e i partigiani, ingaggiarono una sanguinosa guerra civile tra loro, oltre a combattere contro le forze di occupazione. Alcuni cetnici collaborarono con l'Asse per sconfiggere la resistenza partigiana rivale, considerata nemico principale, stabilendo il modus vivendi o operando come forze ausiliarie "legalizzate" sotto il controllo dell'Asse.

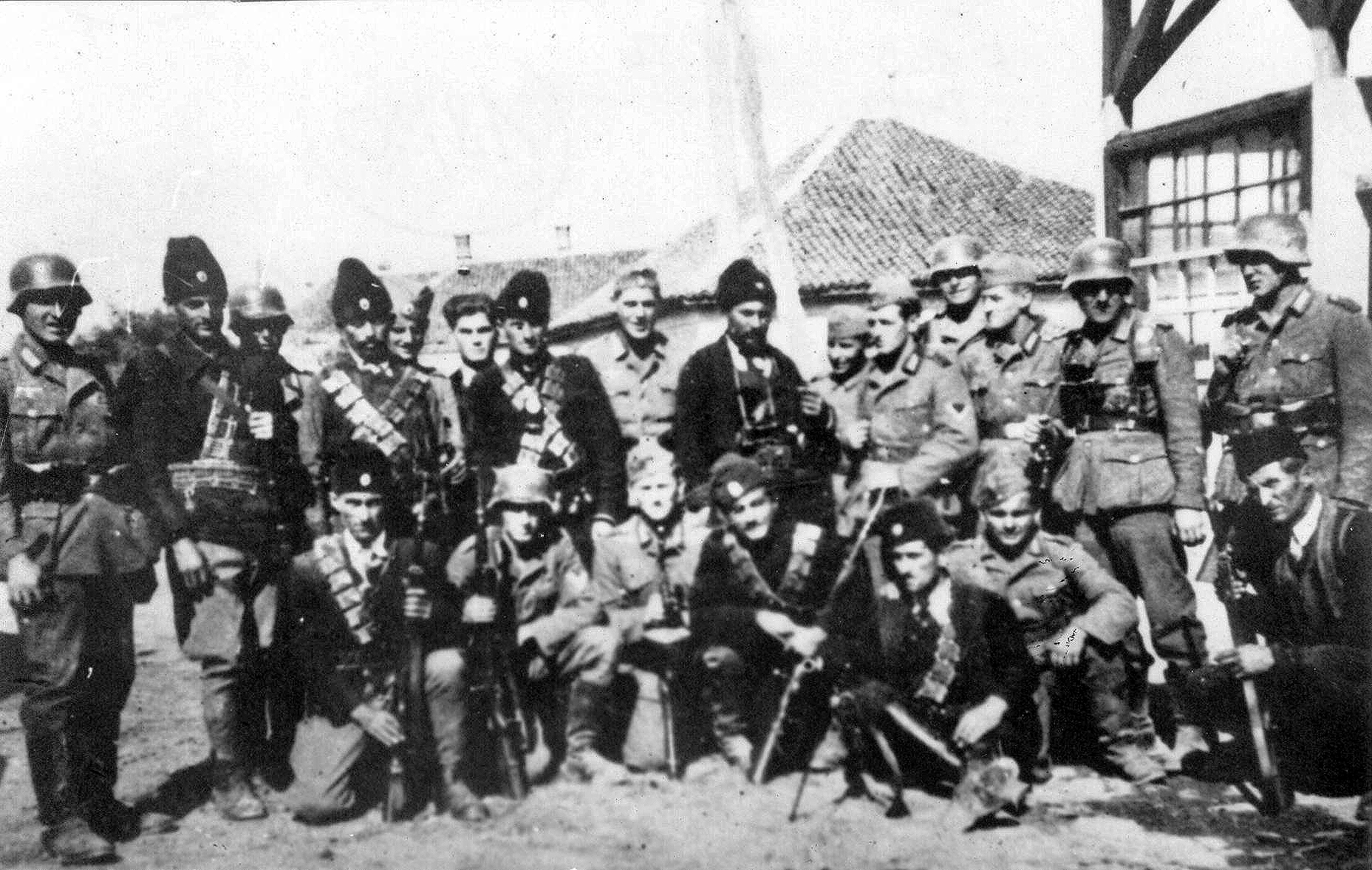
I cetnici collaborazionisti con i soldati tedeschi.

Nell'agosto 1941 Kosta Pećanac e i suoi cetnici si misero a disposizione del governo di Milan Nedić, diventando così "cetnici ufficiali" del regime. All'apice della loro forza, a metà maggio 1942, le due forze ausiliarie ufficiali contavano 13.400 uomini; furono sciolte alla fine del 1942. Pećanac fu catturato e giustiziato dalle forze fedeli al suo rivale cetnico Draža Mihailović nel 1944. Poiché non esisteva un'unica organizzazione cetnica, altre unità cetniche si impegnarono in modo indipendente in attività di resistenza marginali ed evitarono di accordarsi con il nemico. Per un certo periodo, in diverse zone del Paese, alcuni gruppi cetnici si fecero via via coinvolgere in accordi di convenienza: prima con le forze di Nedić in Serbia, poi con gli italiani nella Dalmazia e nel Montenegro, con alcune forze ustascia nella Bosnia settentrionale e, dopo la capitolazione italiana, anche direttamente con i tedeschi. In alcune regioni collaborarono "estensivamente e sistematicamente", tattica definita "usare il nemico".

#### Unità etniche russe
La truppa di Polizia ausiliaria e il Corpo di protezione russo erano unità paramilitari create nel territorio serbo occupato dai tedeschi, composte esclusivamente da emigrati "bianchi" anticomunisti o Volksdeutsche provenienti dalla Russia e comandate dal generale Mikhail Skorodumov (rispettivamente circa 400 e 7.500 uomini nel dicembre 1942, il picco di 11.197 unità nel settembre 1944). A differenza delle unità serbe, il Corpo di protezione russo faceva parte delle forze armate tedesche e i suoi membri prestarono giuramento a Hitler.

### Banato

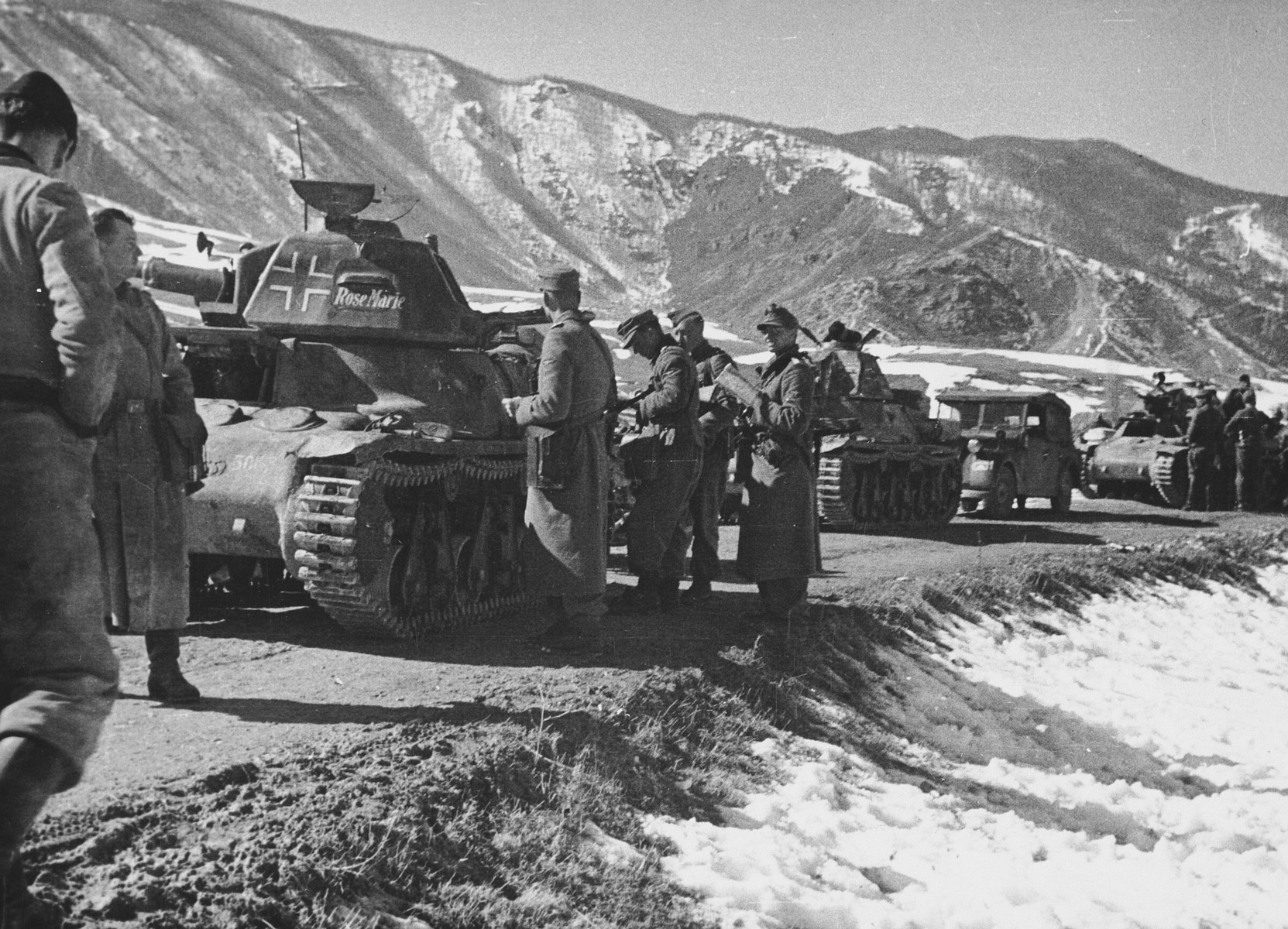
La 7ª Divisione "Prinz Eugen", composta dal Volksdeutsche proveniente principalmente dal Banato serbo.

Tra l'aprile 1941 e l'ottobre 1944 la metà serba del Banato fu sotto occupazione militare tedesca come unità amministrativa del Territorio del comandante militare in Serbia. L'amministrazione quotidiana era affidata ai 120.000 Volksdeutsche, che rappresentavano il 20% della popolazione. La sicurezza, la guerra antipartigiana e il pattugliamento di confine erano svolti esclusivamente dai Volksdeutsche della Deutsche Mannschaft. Nel 1941 fu creata la polizia ausiliaria del Banato per servire nei campi di concentramento (1.552 membri nel febbraio 1943). Era affiliata alla Ordnungspolizei e comprendeva circa 400 ungheresi. La Gestapo impiegò nel Banato gli agenti locali di etnia tedesca. Gli ebrei furono deportati e sterminati con una larga partecipazione della leadership tedesca e della polizia del Banato, nonché di molti civili di etnia tedesca.
Secondo fonti tedesche, al 28 dicembre 1943 la minoranza Volksdeutsche del luogo aveva contribuito con 21.516 uomini alle Waffen-SS, alla polizia ausiliaria e alla polizia del Banato.
I 700.000 Volksdeutsche che vivevano in Jugoslavia furono la base della 7. SS-Freiwilligen-Gebirgs-Division "Prinz Eugen", che verso la fine della guerra coinvolse anche altre etnie. I soldati della divisione punirono brutalmente i civili accusati di collaborazione con i partigiani sia nella Serbia occupata che nello Stato Indipendente di Croazia, arrivando a radere al suolo interi villaggi.

#### Montenegro
Il governo italiano del Montenegro fu istituito in forma di protettorato italiano, con il sostegno dei separatisti montenegrini noti come Verdi. La Brigata Lovćen, la milizia dei Verdi, collaborò con gli italiani. Altre unità collaborazioniste comprendevano i cetnici locali, la polizia, la gendarmeria e la Milizia musulmana Sandžak.

#### Kosovo
La maggior parte del Kosovo e la parte occidentale della Serbia meridionale (Juzna Srbija, inclusa nella Banovina della Zeta) furono annesse all'Albania con il consenso di Italia e Germania. Gli albanesi kosovari furono reclutati in gruppi paramilitari albanesi noti come Vullnetari, istituiti per aiutare i fascisti italiani a mantenere l'ordine. Molti serbi ed ebrei furono espulsi dal Kosovo e inviati nei campi di internamento in Albania.
Le milizie Balli Kombëtar, o Balliste, erano gruppi nazionalisti albanesi volontari che iniziarono come movimento di resistenza, poi collaborarono con le potenze dell'Asse nella speranza di vedere creata la Grande Albania. All'interno delle milizie si formarono unità militari, tra cui il Reggimento Kosovo, creato a Kosovska Mitrovica come unità militare ausiliaria nazista dopo la capitolazione italiana. Secondo i rapporti tedeschi, all'inizio del 1944 circa 20.000 guerriglieri albanesi guidati da Xhafer Deva combatterono i partigiani a fianco della Wehrmacht in Albania e in Kosovo.

#### Macedonia
Nella Macedonia di Vardar, annessa alla Bulgaria, l'autorità di occupazione organizzò l'Ohrana come forze di sicurezza ausiliarie. L'11 marzo 1943 l'intera popolazione ebraica di Skopje fu portata nelle camere a gas del campo di concentramento di Treblinka.

#### Regioni slovene

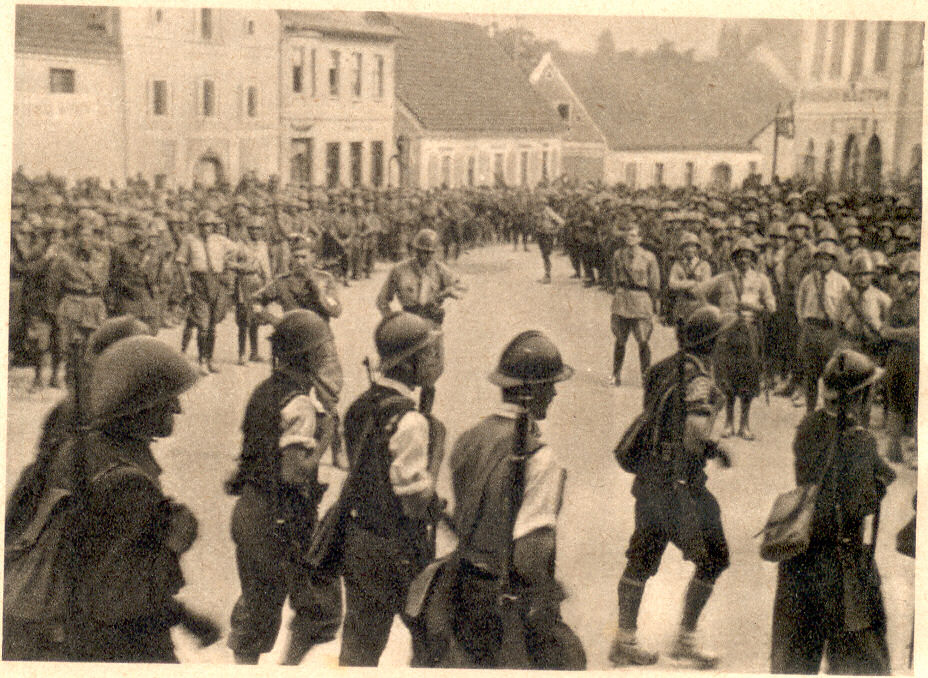
Milizia volontaria anticomunista slovena voluta dall'Italia.

Le potenze dell'Asse divisero le terre slovene in tre zone. La Germania occupò la parte più settentrionale. Come nel resto della Jugoslavia, per perseguire i loro obiettivi i nazisti utilizzarono il Volksdeutsche, organizzato in gruppi come la Deutsche Jugend (Gioventù tedesca), usata come forza militare ausiliaria per i servizi di guardia e per combattere i partigiani, e il Corpo di difesa nazionale sloveno.
La Guardia nazionale slovena (Domobranci) era una forza collaborazionista formata nel settembre 1943 nella provincia di Lubiana (allora parte dell'Italia). Era guidata dall'ex generale Leon Rupnik, ma aveva un'autonomia limitata e all'inizio faceva da polizia ausiliaria che assisteva i tedeschi nelle azioni anti-partigiane. In seguito ottenne più autonomia e condusse la maggior parte delle operazioni anti-partigiane a Lubiana. Gran parte dell'equipaggiamento era italiano (confiscato dopo l'armistizio italiano del 1943), sebbene venissero utilizzate anche armi ed equipaggiamenti tedeschi, soprattutto nel corso della guerra. Unità simili, ma molto più piccole, furono formate anche nel Litorale (Primorska) e nell'Alta Carniola (Gorenjska). La Guardia Blu, nota anche come chetnik sloveni, era una milizia anticomunista guidata da Karl Novak e Ivan Prezelj.
La Milizia volontaria anti comunista (MVAC) era subordinata all'autorità italiana. Per la maggior parte era costituita dalle Guardie civiche (Vaške Straže), un'organizzazione militare volontaria slovena istituita dalle autorità fasciste italiane per combattere i partigiani e alcune unità cetniche collaborazioniste. La Legione della morte (Legija Smrti) fu un'altra unità armata antipartigiana slovena formata dopo che la Guardia Blu si era unita alla MVAC.

#### Stato indipendente di Croazia
Il 10 aprile 1941, pochi giorni prima della capitolazione della Jugoslavia, lo Stato Indipendente di Croazia (NDH) di Ante Pavelić fu istituito come Stato affiliato all'Asse, con capitale Zagabria. Tra il 1941 e il 1945 il regime fascista degli ustascia collaborò con la Germania nazista e perseguitò i nemici anche in modo indipendente. Secondo lo USHMM degli Stati Uniti, ciò portò all'uccisione di circa 30.000 ebrei, tra i 25.000 e i 30.000 rom e tra i 320.000 e i 340.000 abitanti di etnia serba della Croazia e della Bosnia, in campi come il famigerato campo di concentramento di Jasenovac.

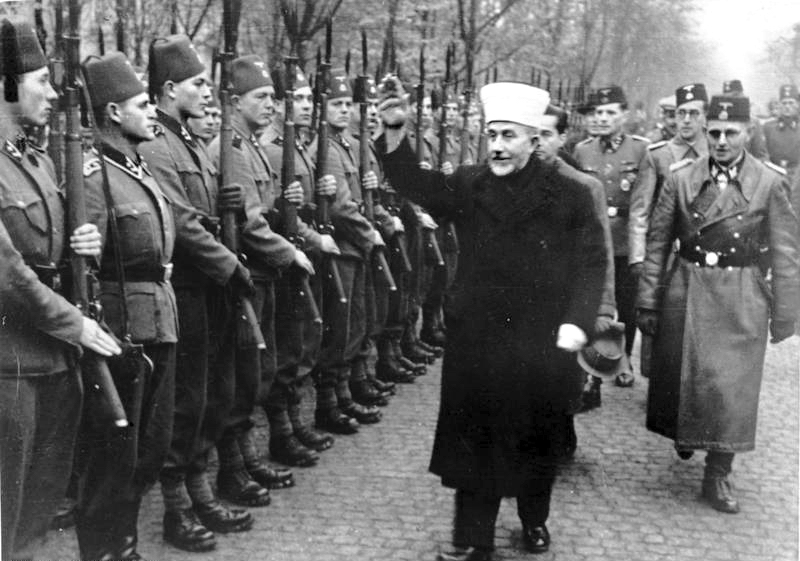
Hajj Amin al Husseini passa in rassegna un'unità di volontari SS bosniaci nel 1943 con il generale delle Waffen-SS Sauberzweig.

La 13ª Divisione, creata nel febbraio 1943, e la 23ª Divisione, creata nel gennaio 1944, si componevano da croati e bosniaci oltre che da tedeschi locali. All'inizio della guerra Pavelić formò una Legione croata per il fronte orientale e la aggregò alla Wehrmacht. Si unirono alla Luftwaffe alcuni piloti volontari, in quanto Pavelić non voleva coinvolgere direttamente il suo esercito sia per motivi propagandistici (i domobran erano un "caposaldo dei valori croati, che non attaccano mai e si limitano a difendere"), sia per salvaguardare la flessibilità politica con l'Unione Sovietica.
Pavelić proclamò la discendenza dei croati dai Goti, per eliminare il complesso di inferiorità ed elevarsi agli occhi dei tedeschi. Il Poglavnik affermò che "i croati non sono slavi, ma germanici per sangue e razza". La leadership nazista tedesca rimase indifferente a questa affermazione.

#### Bosnia
Nel 1941 la Bosnia divenne parte integrante dello Stato Indipendente di Croazia. I musulmani bosniaci erano considerati croati di confessione islamica.

### 1939-1941

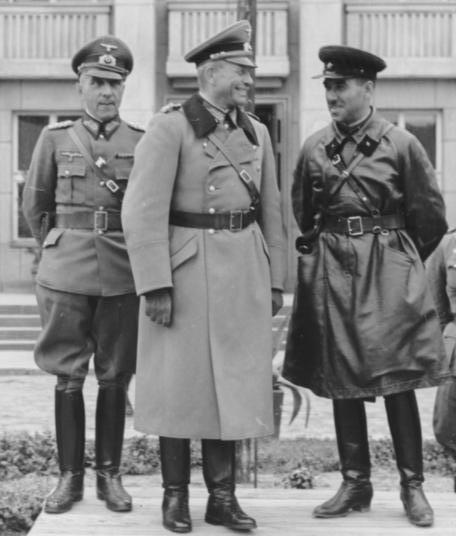
Parata congiunta della Wehrmacht e dell'Armata Rossa a Brest al termine dell'invasione della Polonia. Al centro Heinz Guderian, a destra Semyon Krivoshein.

## Collaborazione con l'Unione Sovietica e in territorio sovietico

### Dopo il 1941
L'operazione Barbarossa iniziò il 22 giugno 1941. Entro il novembre 1942 la Germania nazista occupò circa 750.000 km2 dell'URSS. A novembre 1944 le forze tedesche furono costrette a lasciare il territorio sovietico precedente alla seconda guerra mondiale.
Secondo lo storico americano Jeffrey Burds, dei 3 milioni di collaboratori armati della Germania nazista in Europa, ben 2,5 milioni provenivano dall'Unione Sovietica e nel 1945 un soldato tedesco su otto era un cittadino sovietico dell'anteguerra. Antony Beevor scrive che da 1 a 1,5 milioni di uomini provenienti dal territorio dell'URSS prestarono servizio militare sotto i tedeschi, ma il numero preciso è impossibile da stabilire. I cittadini sovietici prestarono servizio in numerose unità della Wehrmacht: unità di sicurezza Hiwi, Esercito russo di liberazione (ROA), KONR, Esercito di liberazione ucraino, varie unità russe indipendenti (SS-Verband Drushina, RNNA, RONA, 1. Russische Nationalarmee) e l'Ost-Bataillon.
Verso la fine della guerra l'Ufficio centrale delle SS e l'Ostministerium iniziarono a entrare in conflitto sulle legioni orientali e sulle unità cosacche. Il primo cercava di controllare tutte le truppe non tedesche della Wehrmacht, il secondo perseguiva una propria politica nei confronti delle unità militari, aiutato dai comitati nazionali di cui era patrono. La maggior parte dei comitati nazionali rifiutò di sottomettere se stessi e le unità militari associate al Comitato di liberazione dei popoli della Russia (KONR) e alle sue forze armate (ROA) di Andrej Vlasov, scegliendo invece di legarsi agli eserciti nazionali, ad esempio l'Esercito di liberazione del Caucaso e l'Esercito nazionale del Turkestan. Tuttavia, grazie all'aiuto dell'Ufficio centrale delle SS, Vlasov divenne apparentemente il loro capo nell'aprile 1945 e tutti i comitati nazionali e le relative truppe furono nominalmente subordinate a lui.

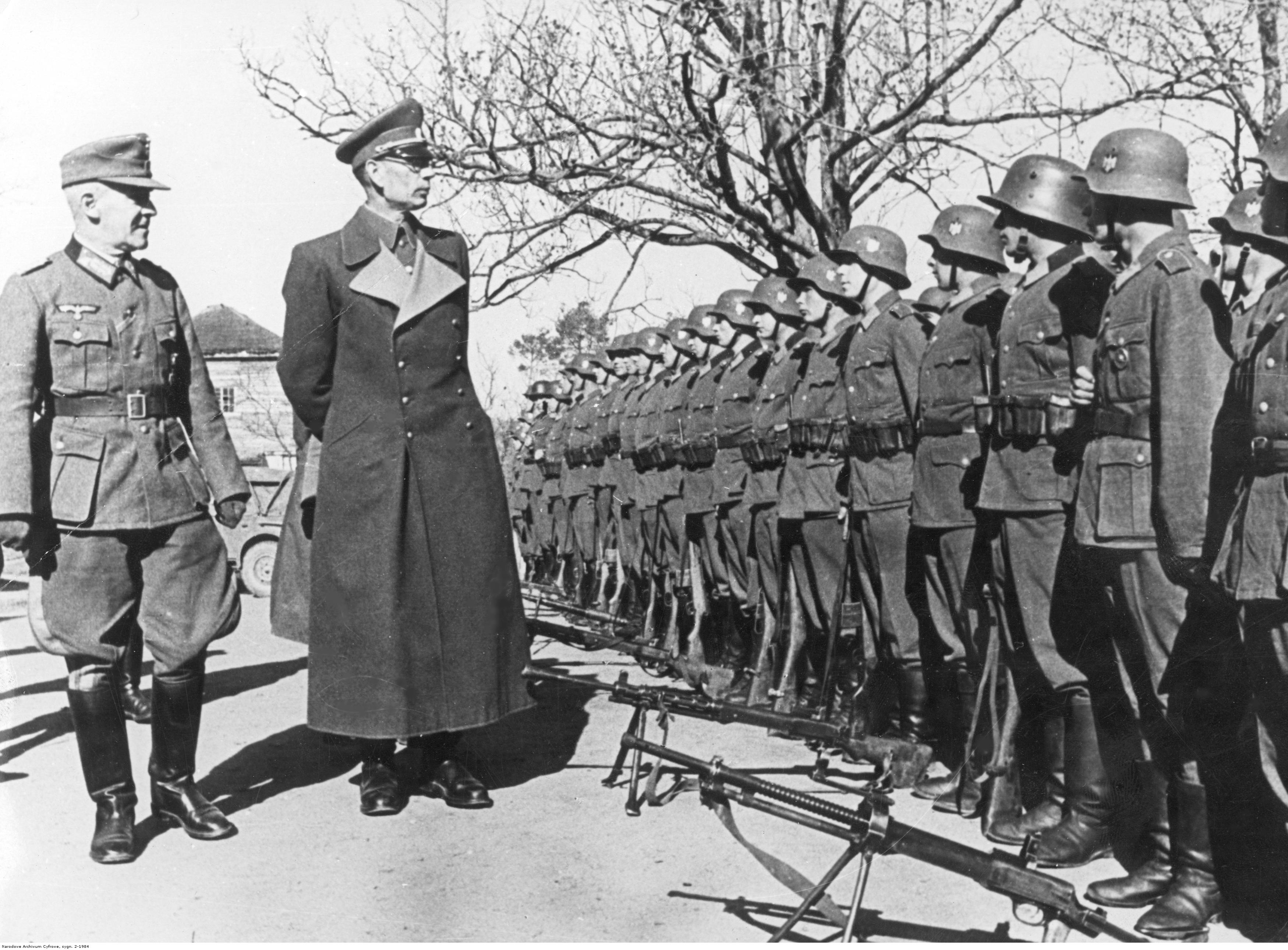
Il generale Andrej Vlasov (al centro), accompagnato da un generale tedesco, ispeziona un distaccamento dell'Esercito russo di liberazione.

Secondo Antony Beevor, la stragrande maggioranza dei collaborazionisti erano "spesso straordinariamente ingenui e male informati" Molti consideravano servire i tedeschi come un semplice servizio in un altro esercito e un modo per assicurarsi il cibo, che preferivano al maltrattamento e alla fame in un campo di prigionia. Tuttavia, ci furono collaboratori ideologicamente motivati.
Le Waffen-SS fecero reclute tra molte nazionalità che vivevano in Unione Sovietica. Il governo tedesco cercò di arruolare volontari sovietici per il programma Ostarbeiter. Inizialmente funzionò, ma le notizie sulle terribili condizioni di lavoro prosciugarono il flusso, per cui si puntò sul lavoro forzato.

#### Hiwi
Già dai primi giorni singoli disertori e prigionieri appartenenti all'Armata Rossa aiutarono i tedeschi nelle mansioni ausiliarie quali, a titolo esemplificativo ma non esaustivo, la cucina, la guida e l'assistenza medica. Vi furono anche civili che si unirono alle unità di rifornimento e ai battaglioni di costruzione. Sia gli ausiliari militari che quelli civili erano chiamati Hiwi (abbreviazione tedesca di Hilfswilliger, volontari ausiliari). Gli ex soldati spesso indossavano le loro vecchie uniformi dalle quale erano stati tolti i segni distintivi sovietici. Dopo due mesi di servizio potevano indossare le uniformi tedesche con le insegne e i gradi, il che rendeva i Hiwi quasi indistinguibili dai soldati tedeschi regolari, sebbene la loro promozione nei ranghi fosse molto limitata.
Anche se Hitler permise a malincuore, nel settembre 1941, di reclutare persone provenienti dall'URSS come assistenti volontari disarmati, nella pratica molti prestarono servizio nelle unità in prima linea. A volte ampie parti delle unità tedesche erano composte da Hiwi, ad esempio metà della 134. Infanterie-Division e un quarto della 6ª Armata alla fine del 1942. Le autorità dell'Armata Rossa stimarono che più di un milione di persone servirono nella Wehrmacht come Hiwi.

### Legioni orientali

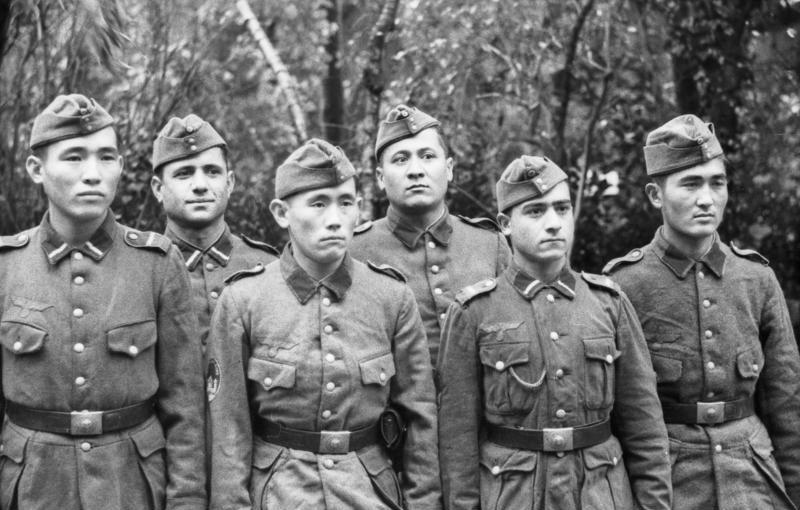
Truppe volontarie freiwillige della Turkistanische Legion in Francia, 1943

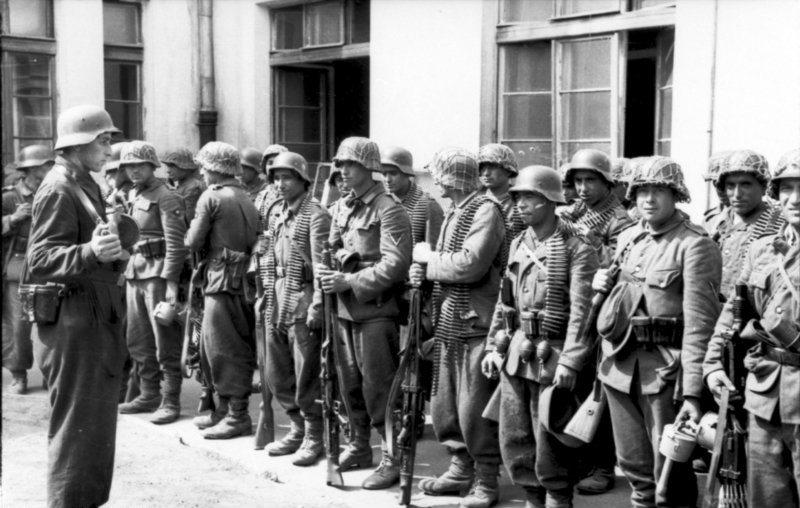
Legione azera in assetto da combattimento. L'unità ha contribuito a reprimere l'insurrezione di Varsavia nell'agosto 1944.

Il fallimento delle potenze dell'Asse nello sconfiggere immediatamente l'Unione Sovietica alla fine del 1941 portò la Wehrmacht a ricorrere a nuove fonti di manodopera necessarie per una guerra prolungata. Nel novembre-dicembre 1941 Hitler ordinò la formazione di quattro Ost-Bataillon:Turchestana, Georgiana, Armena e Caucasica musulmana. Nell'agosto 1942 il "Regolamento sulle formazioni ausiliarie locali in Oriente" individuò le popolazioni turche e i cosacchi come "alleati alla pari che combattono a fianco dei soldati tedeschi contro il bolscevismo all'interno di speciali unità di combattimento". L'incorporazione dei battaglioni orientali nelle divisioni tedesche a guardia del Vallo Atlantico in Europa occidentale causò alcuni problemi, in quanto erano inadatti a combattere contro gli Alleati occidentali e rappresentavano in realtà un peso per le divisioni indebolite che avrebbero dovuto rafforzare. I volontari e i coscritti "musulmani e caucasici" che servirono nella Wehrmacht furono tra i 275.000 e i 350.000.
| Gruppi etnici dell'URSS                                           | Stime delle unità in servizio nella Wehrmacht |
| ----------------------------------------------------------------- | --------------------------------------------- |
| Kazaki, uzbeki, turkmeni e altri gruppi etnici dell'Asia centrale | ~70 000                                       |
| Azerbaigiani                                                      | <40 000                                       |
| Caucasici settentrionali                                          | <30 000                                       |
| Georgiani                                                         | 25 000                                        |
| Armeni                                                            | 20 000                                        |
| Tatari del Volga                                                  | 12 500                                        |
| Tatari di Crimea                                                  | 10 000                                        |
| Calmucchi                                                         | 7 000                                         |
| Cosacchi                                                          | 70 000                                        |
| Totale                                                            | 280 000                                       |

Tra l'inizio del 1942 e la fine del 1943 il Kommando der Ostlegionen in Polen formò un totale di 54 battaglioni, ma non era l'unico posto in cui venivano create tali unità:
| Legione          | Numero di battaglioni |
| ---------------- | --------------------- |
| Turchestana      | 15                    |
| Armena           | 9                     |
| Georgiana        | 8                     |
| Azera            | 8                     |
| Tatari del Volga | 7                     |
| Caucasica        | 7                     |
| Totale           | 54                    |

### Russia

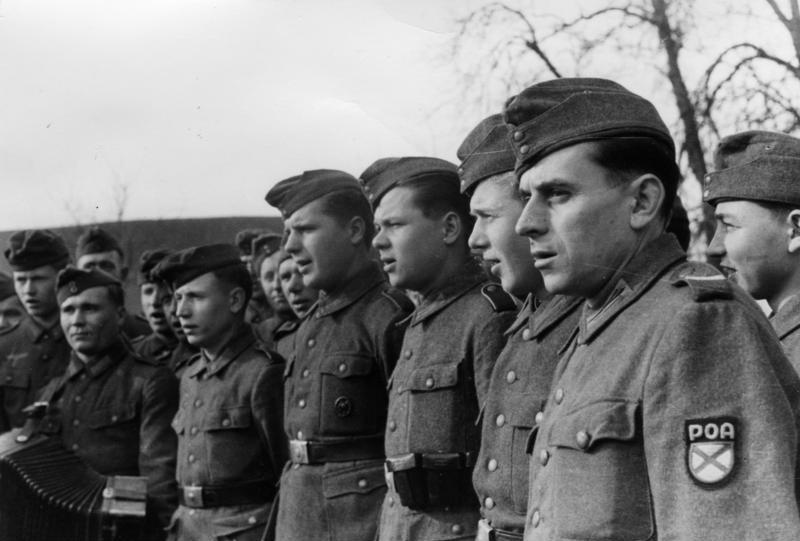
Soldati che indossano le mostrine dell'Esercito russo di liberazione del Generale Andrej Vlasov, 1944.

Nella Russia vera e propria l'etnia russa governava la semi-autonoma Autonomia di Lokot nella Russia occupata dai nazisti. Il 22 giugno 1943 una parata della Wehrmacht e delle forze collaborazioniste russe fu accolta positivamente a Pskov. L'ingresso dei tedeschi a Pskov fu definito "Giorno della liberazione" dalle autorità di occupazione, e alla parata svettò la vecchia bandiera tricolore russa.

#### Calmucchi
Il Corpo di cavalleria calmucca era composto da circa 5.000 calmucchi che nel 1942 scelsero di unirsi ai tedeschi in ritirata piuttosto che rimanere in Calmucchia mentre l'esercito tedesco si ritirava prima dell'Armata Rossa. Nel 1943 Stalin dichiarò l'intera popolazione calmucchiana come collaboratrice dei tedeschi e ne ordinò le deportazioni di massa in Siberia, causando grandi perdite di vite umane.

### Bielorussia
In Bielorussia, sotto l'occupazione tedesca, i politici locali favorevoli all'indipendenza cercarono di sfruttare i nazisti per ristabilire uno Stato bielorusso indipendente, conquistato dai bolscevichi nel 1919. Un organo rappresentativo bielorusso, il Consiglio centrale bielorusso, fu creato sotto il controllo tedesco nel 1943, ma non aveva alcun potere reale e si concentrava principalmente sulla gestione delle questioni sociali e dell'istruzione. Le unità militari nazionali bielorusse (la Guardia nazionale bielorussa) furono create solo pochi mesi prima della fine dell'occupazione tedesca.
Molti collaboratori bielorussi si ritirarono con le forze tedesche in seguito all'avanzata dell'Armata Rossa. Nel gennaio 1945 con i resti delle unità militari bielorusse fu formata la 30. Waffen-Grenadier-Division der SS che partecipò a qualche battaglia in Francia, ma mostrò aperta infedeltà ai nazisti e disertò in massa.

### Transcaucasia

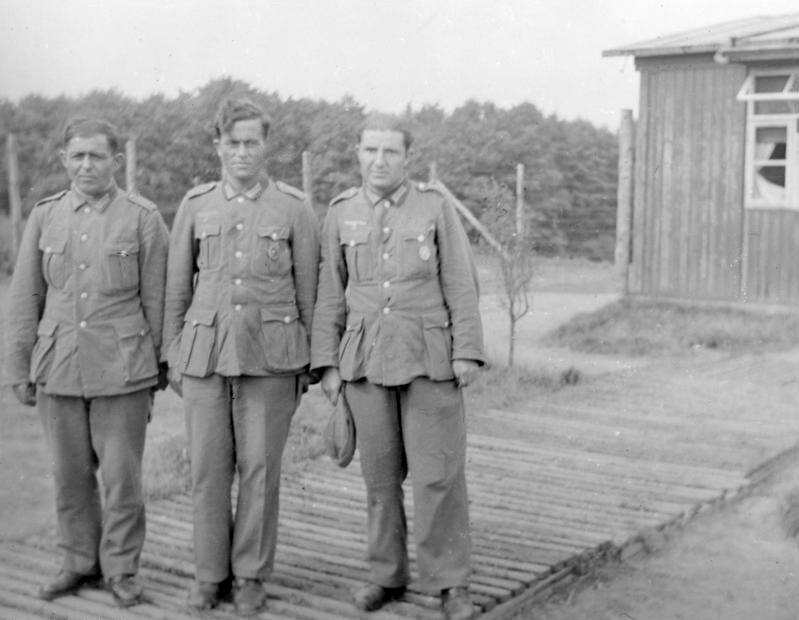
Soldati armeni, Lager Schwarzsee

Le forze etniche armene, georgiane, turche e altre caucasiche schierate dai tedeschi erano costituite principalmente da prigionieri di guerra appartenenti all'Armata Rossa riuniti in legioni male addestrate. C'erano 18.000 armeni, 13.000 azeri, 14.000 georgiani e 10.000 uomini provenienti dal Caucaso settentrionale. Lo storico americano Alexander Dallin nota che le legioni armene e georgiane furono inviate nei Paesi Bassi a causa della diffidenza di Hitler nei loro confronti, e molte di esse in seguito disertarono. Christopher Ailsby ha definito le forze turche e caucasiche formate dai tedeschi "scarsamente armate, addestrate e motivate" e "inaffidabili e quasi inutili".
La Federazione Rivoluzionaria Armena (i Dashnak) fu soppressa quando la Prima Repubblica di Armenia fu conquistata dai bolscevichi russi nell'invasione dell'Armenia del 1920 e quindi cessò di esistere. Durante la guerra alcuni dashnaki videro l'opportunità di riconquistare l'indipendenza perduta dell'Armenia. La Legione armena guidata da Drastamat Kanayan partecipò all'occupazione della penisola di Crimea e del Caucaso. Il 15 dicembre 1942 il Consiglio nazionale armeno ottenne il riconoscimento ufficiale da parte di Alfred Rosenberg, ministro del Reich per i territori orientali occupati. Il presidente del Consiglio fu Ardasher Abeghian, il vicepresidente Abraham Guilkhandanian e tra i membri figuravano Garegin Njdeh e Vahan Papazian. Fino alla fine del 1944 l'organizzazione pubblicò una rivista settimanale, Armenian, diretta da Viken Shantn, che trasmetteva anche su Radio Berlino con l'aiuto di Paul Rohrbach.

## Collaborazione al di fuori dell'Europa con le potenze europee dell'Asse

### L'Egitto e il mandato della Palestina
Il ben noto scontro arabo-ebraico in Palestina dal 1936 al 1939 e l'ascesa della Germania nazista iniziarono a influenzare le relazioni degli ebrei con la società egiziana, nonostante il numero di sionisti attivi fosse esiguo. Associazioni locali militanti e nazionaliste, come il Partito del Giovane Egitto e i Fratelli Musulmani, fecero circolare le notizie per sostenere che gli ebrei e i britannici stavano distruggendo i luoghi santi di Gerusalemme e altre falsità secondo cui centinaia di donne e bambini arabi venivano uccisi. L'antisemitismo fu in parte alimentato dal sodalizio tra il regime di Hitler e gli attivisti arabi anti-imperialisti. In particolare, Hajj Amin al Husseini ricevette dai nazisti dei fondi per i Fratelli Musulmani con lo scopo di stampare e distribuire migliaia di opuscoli di propaganda antisemita.

### Impero coloniale francese
La Francia mantenne il suo impero coloniale, e i termini dell'armistizio spostarono l'equilibrio di potere delle ridotte risorse militari francesi dalla Francia ai suoi possedimenti d'oltremare, in particolare nel Nord Africa. Sebbene nel 1940 la maggior parte delle colonie francesi, ad eccezione dell'Africa Equatoriale Francese, si fossero unite alla Francia di Vichy, durante la guerra la situazione cambiò. Nel 1943 tutte le colonie, ad eccezione dell'Indocina francese controllata dai giapponesi, erano sotto il controllo del movimento Francia libera. L'Africa Equatoriale Francese, in particolare, svolse un ruolo fondamentale.

#### Nord Africa francese
Preoccupata che la flotta francese potesse cadere in mani tedesche, la Royal Navy britannica affondò o mise fuori uso la maggior parte della flotta nell'attacco al porto navale algerino di Mers-el-Kébir del luglio 1940, che avvelenò le relazioni anglo-francesi e portò alle rappresaglie di Vichy. Quando l'8 novembre 1942 iniziò l'Operazione Torch, l'invasione alleata del Nordafrica francese con sbarchi in Marocco e Algeria, le forze di Vichy inizialmente opposero resistenza causando 479 morti e 720 feriti. L'ammiraglio François Darlan si nominò alto commissario di Francia per l'Africa settentrionale e occidentale e ordinò con successo alle forze di Vichy di cessare la resistenza e di cooperare con gli Alleati.

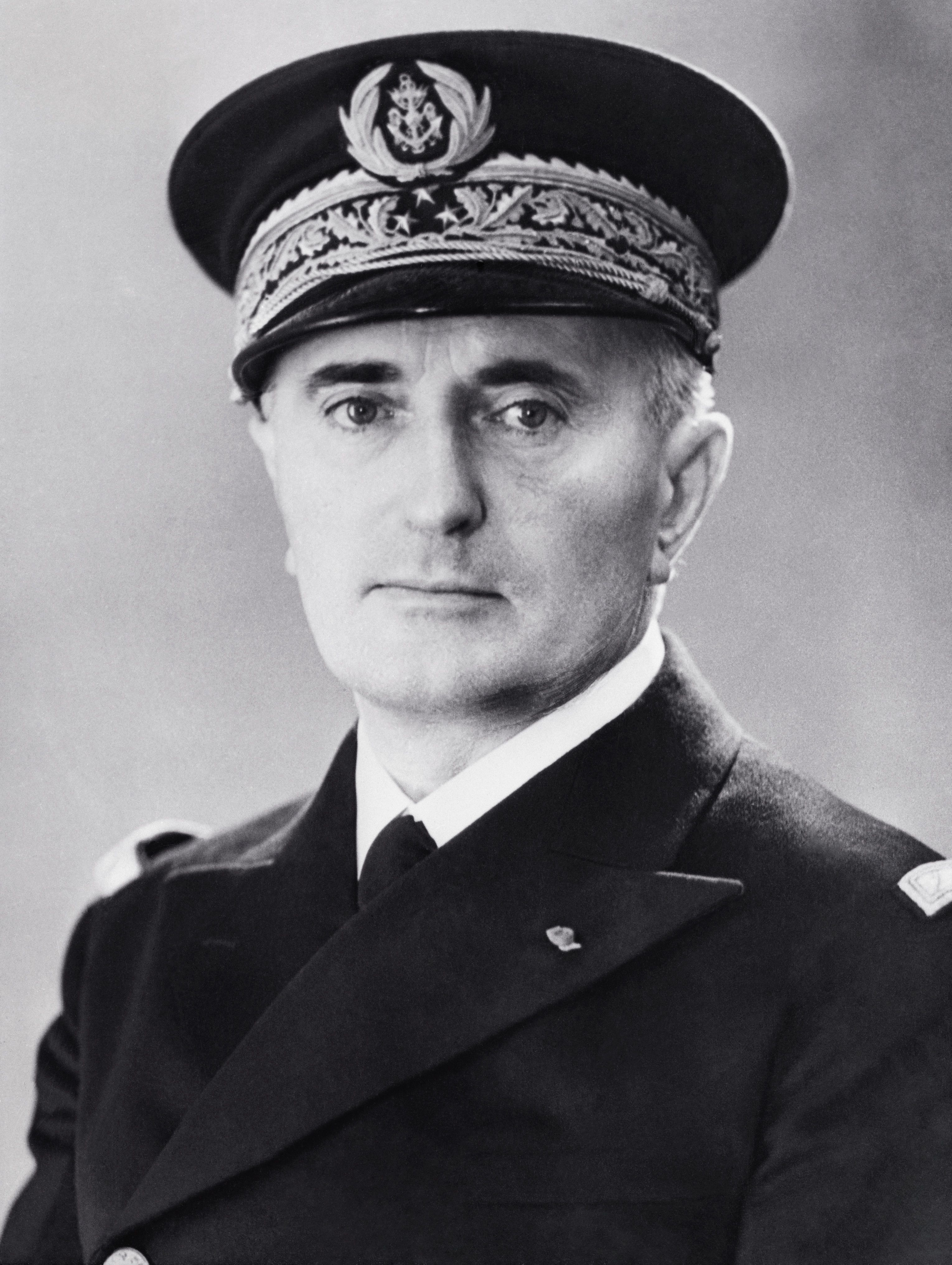
Ammiraglio François Darlan (1881-1942)

La maggior parte delle figure di Vichy fu arrestata, compresi Darlan e il generale Alphonse Juin, comandante capo in Nord Africa. Entrambi furono rilasciati, e il generale statunitense Dwight D. Eisenhower accettò l'autoproclamazione di Darlan. Ciò fece infuriare de Gaulle, che si rifiutò di riconoscerlo. Darlan fu assassinato alla vigilia di Natale del 1942 da un monarchico francese. Le forze tedesche della Wehrmacht in Nord Africa istituirono il Kommando Deutsch-Arabische Truppen, composto da due battaglioni di volontari arabi di origine tunisina, un battaglione algerino e un battaglione marocchino. Le quattro unità avevano un totale di 3.000 uomini con quadri tedeschi.

#### Marocco
Nel 1940 il Résident Général Charles Noguès mise in atto i decreti antisemiti di Vichy per impedire agli ebrei marocchini di lavorare come medici, avvocati o insegnanti. Tutti gli ebrei che vivevano altrove furono obbligati a trasferirsi nei quartieri ebraici, noti come mellah. La propaganda antisemita di Vichy incoraggiò il boicottaggio degli ebrei e nei negozi ebraici vennero affissi appositi avvisi. Queste leggi misero gli ebrei marocchini in una posizione scomoda "tra una maggioranza musulmana indifferente e una classe di coloni antisemiti". Si dice che il sultano Mohammed V si rifiutò di firmare "il piano di Vichy di ghettizzare e deportare il quarto di milione di ebrei marocchini nelle fabbriche di morte d'Europa" e, in un atto di sfida, insistette nell'invitare tutti i rabbini del Marocco alle celebrazioni del trono del 1941.

#### Tunisia
La sconfitta della Francia contro la Germania nel giugno 1940 fece piacere a molti tunisini, ma non si andò oltre. Nonostante impegnato a porre fine al protettorato francese, il pragmatico leader indipendentista Habib Bourguiba aborriva le ideologie dello Stato dell'Asse e temeva che qualsiasi beneficio a breve termine sarebbe arrivato a costo di una tragedia a lungo termine. Dopo il secondo armistizio di Compiègne, Pétain inviò a Tunisi un nuovo residente generale, l'ammiraglio Jean-Pierre Esteva. Seguirono gli arresti di Taieb Slim e Habib Thameur, figure centrali del partito Neo-Dustur. Muhammad VII al-Munsif si mosse verso una maggiore indipendenza nel 1942, ma fu deposto nel 1943, quando la Francia libera lo accusò di collaborare con il regime di Vichy.

#### Africa Equatoriale Francese
La federazione delle colonie dell'Africa Equatoriale Francese (Afrique-Équatoriale française, AEF) si schierò a favore di de Gaulle dopo l'adesione di Félix Éboué del Ciad nell'agosto 1940. Solo il Gabon rimase legato a Vichy fino al 12 novembre 1940, quando si arrese all'invasione dei francesi liberi. La federazione divenne così il centro strategico delle attività della Francia Libera in Africa.

#### Siria e Libano (mandati della Società delle Nazioni)

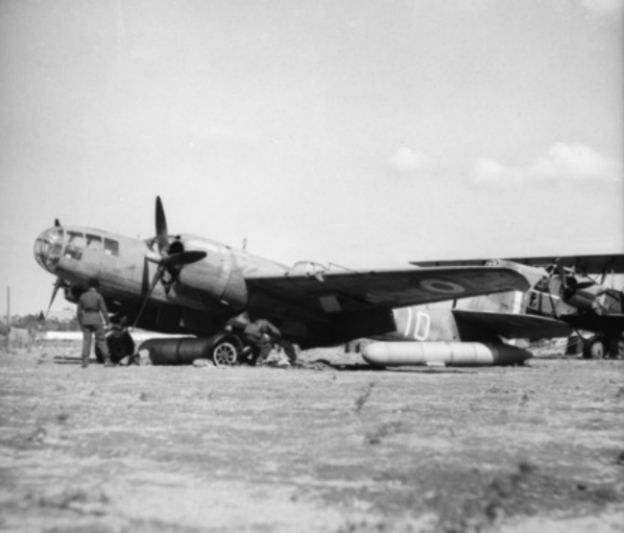
Martin 167F francese catturato ad Aleppo 1941.

L'Armée du Levant del governo di Vichy, comandata dal generale Henri Dentz, disponeva di truppe regolari coloniali e di truppe speciali (soldati siriani e libanesi). Dentz aveva a disposizione sette battaglioni di fanteria di truppe regolari francesi e undici battaglioni di fanteria di "truppe speciali", tra cui almeno 5.000 cavalieri in unità a cavallo e motorizzate, due gruppi di artiglieria e unità di supporto. I francesi avevano 90 carri armati (secondo le stime britanniche), l'Armée de l'air 90 aerei (aumentati a 289 dopo i rinforzi) e la Marine nationale due cacciatorpediniere, uno sloop e tre sottomarini.
La Royal Air Force attaccò il campo di aviazione di Palmira, nella Siria centrale, il 14 maggio 1941, dopo che una missione di ricognizione aveva segnalato la presenza di aerei tedeschi e italiani. Gli attacchi contro gli aerei tedeschi e italiani in sosta in Siria continuarono: le forze di Vichy abbatterono un bombardiere Blenheim il 28 maggio, uccidendo l'equipaggio, e un altro bombardiere il 2 giugno. I caccia francesi Morane-Saulnier MS.406 scortarono gli Junkers Ju 52 tedeschi in Iraq il 28 maggio. La Germania permise agli aerei francesi in rotta dall'Algeria alla Siria di sorvolare il territorio controllato dall'Asse e di rifornirsi presso la base aerea di Eleusina, in Grecia, controllata dalla Germania.
Dopo l'armistizio di Saint Jean d'Acre, il 14 luglio 1941, sopravvissero 37.736 prigionieri di guerra francesi di Vichy, che per lo più scelsero di essere rimpatriati piuttosto che unirsi ai francesi liberi.

## Collaborazione delle aziende

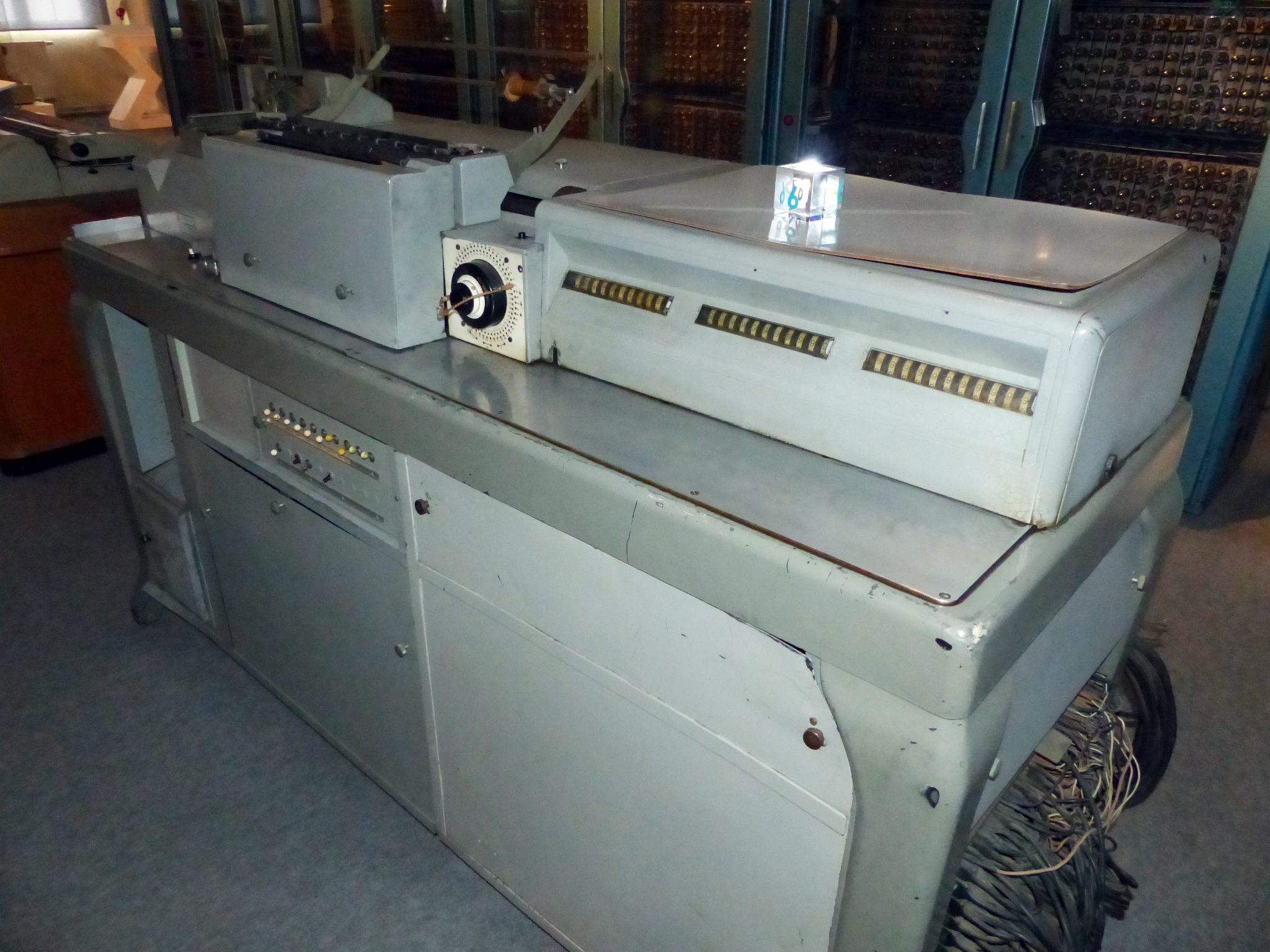
Macchina tabulatrice D11 Dehomag (filiale tedesca di IBM), utilizzata dalla Germania per l'attuazione dell'Olocausto ebraico.

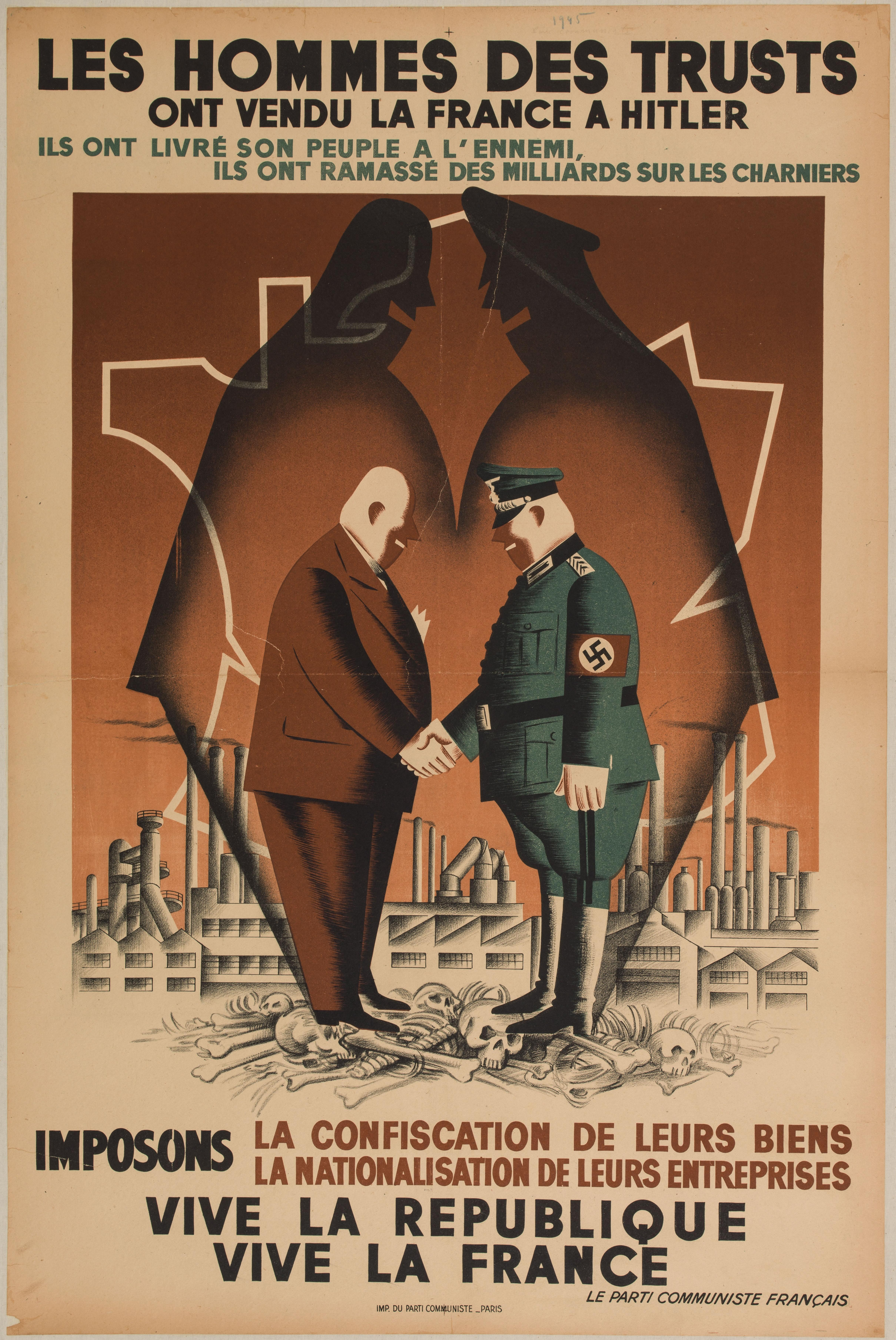
Manifesto del 1945 del Partito Comunista Francese.

Alcune aziende internazionali sono state accusate di aver collaborato con la Germania nazista prima dell'ingresso in guerra dei loro Paesi, anche se si è discusso se il termine "collaborazione" sia applicabile ai rapporti commerciali al di fuori di un contesto di guerra palese.
Tra le aziende americane che ebbero rapporti con la Germania nazista vi furono la Ford Motor Company, la Coca-Cola e l'IBM.
Brown Brothers Harriman & Co. lavorò per il magnate tedesco Fritz Thyssen, che contribuì a finanziare l'ascesa al potere di Hitler. L'Associated Press (AP) fornì le immagini per i libro di propaganda intitolati Gli ebrei negli Stati Uniti e Il subumano.
Nel dicembre 1941, quando gli Stati Uniti entrarono in guerra contro la Germania, 250 aziende americane possedevano beni tedeschi per oltre 450 milioni di dollari. Tra le principali aziende americane con investimenti in Germania vi erano General Motors, Standard Oil, IT&T, Singer, International Harvester, Eastman Kodak, Gillette, Coca-Cola, Kraft, Westinghouse e United Fruit. Molti grandi studios di Hollywood sono stati accusati di collaborazione per aver realizzato o adattato i film ai gusti dei nazisti prima dell'entrata in guerra degli Stati Uniti.
Le operazioni finanziarie tedesche in tutto il mondo furono facilitate da banche come la Banca dei Regolamenti Internazionali, la Chase and Morgan e la Union Banking Corporation.
Robert A. Rosenbaum scrive: "Le aziende americane avevano tutte le ragioni per sapere che il regime nazista stava usando la IG Farben e altri cartelli come armi di guerra economica"; e ha notato che
Dopo la guerra, alcune di queste aziende riassorbirono le loro filiali tedesche temporaneamente distaccate e ricevettero persino un risarcimento per i danni di guerra dai governi alleati.

## Volontari stranieri

### Volontari militari francesi

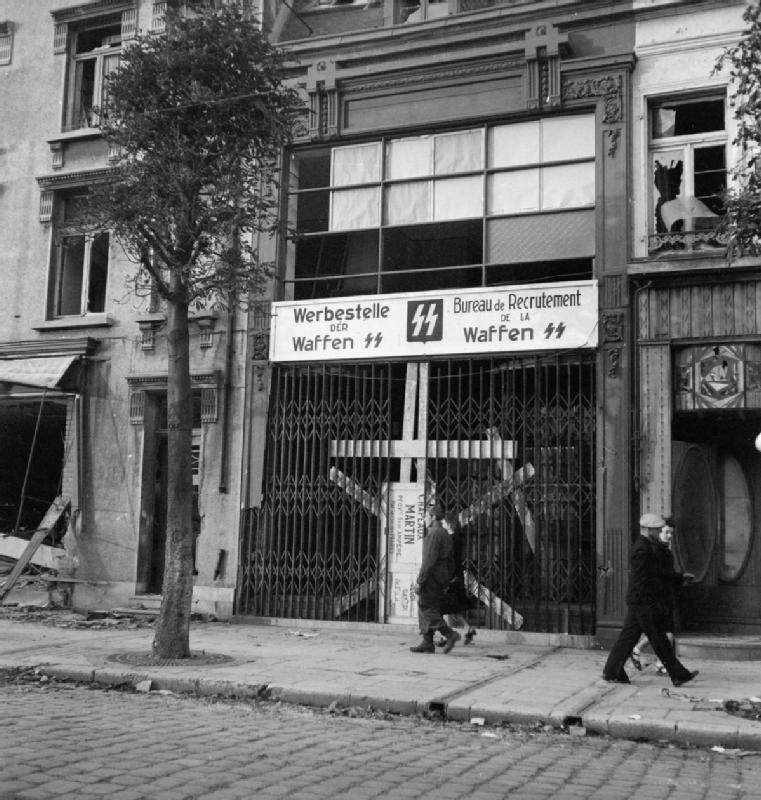
Centro di reclutamento Waffen-SS a Calais, fotografato poco dopo la liberazione da parte degli Alleati.

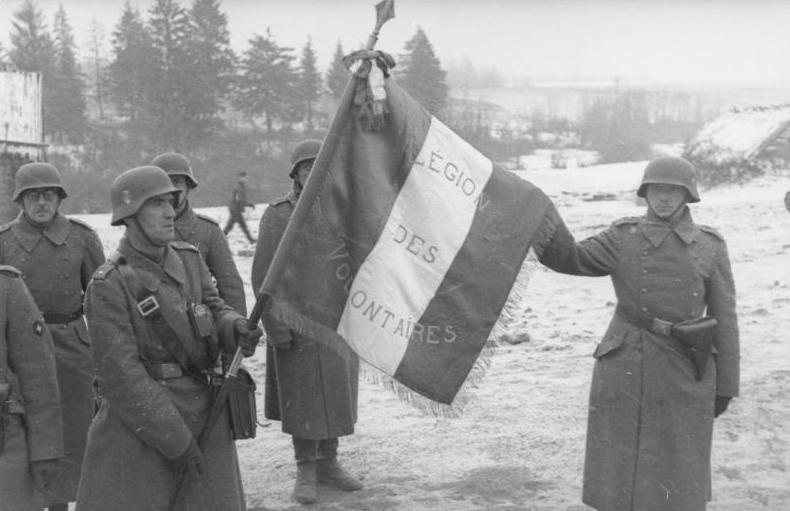
La Légion des Volontaires combatte con l'Asse sul fronte russo.

I volontari francesi formarono la Legione dei volontari francesi contro il bolscevismo (LVF), la Phalange africaine, la SS-Sturmbrigade Frankreich e infine, nel 1945, la 33. Waffen-Grenadier-Division der SS "Charlemagne", che fu tra gli ultimi difensori di Berlino.

### Volontari dall'India britannica
La Indische Freiwilligen Legion der Waffen-SS (o Legione SS "India Libera") fu creata nell'agosto del 1942, reclutando soprattutto i prigionieri di guerra dell'esercito indiano britannico disaffezionati e catturati dalle forze dell'Asse nella campagna del Nord Africa. La maggior parte erano sostenitori del nazionalista in esilio ed ex presidente del Congresso Nazionale Indiano Subhas Chandra Bose. Il Regio Esercito Italiano formò con prigionieri di guerra indiani un'unità simile, il Battaglione "Azad Hindoustan". Nell'India orientale fu istituito uno Stato fantoccio sostenuto dal Giappone, Azad Hind, con l'Esercito nazionale indiano come forza militare.

### Unità non tedesche delle Waffen-SS

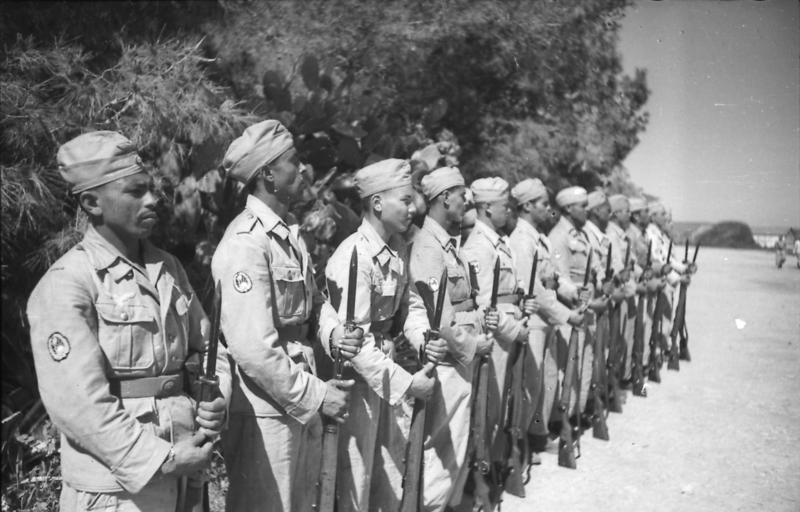
Deutsch-Arabische Legion (volontari arabi), 1943

Alla fine della guerra il 60% delle Waffen-SS era costituito da volontari non tedeschi provenienti dai Paesi occupati. La 11. SS Freiwilligen-Panzergrenadier-Division "Nordland", prevalentemente scandinava, insieme a resti di volontari francesi, italiani, spagnoli e olandesi, fu l'ultimo difensore del Reichstag a Berlino.
Il processo di Norimberga, nel dichiarare le Waffen-SS un'organizzazione criminale, escluse esplicitamente i coscritti, che non avevano commesso alcun crimine. Nel 1950 l'Alta commissione alleata in Germania e la Commissione statunitense per gli sfollati chiarirono la posizione degli Stati Uniti rispetto alle unità Waffen-SS baltiche, considerandole distinte dalle SS tedesche quanto allo scopo, l'ideologia, le attività e le qualifiche per l'adesione.

### Approfondimenti
- Birn, Ruth Bettina,  Collaboration with Nazi Germany in Eastern Europe: the Case of the Estonian Security Police.. Contemporary European History 2001, 10.2, 181–198.
- Christian Jensen, Tomas Kristiansen and Karl Erik Nielsen: Krigens købmænd, Gyldendal, 2000 ("The Merchants of War", in Danish)
- Hirschfeld, Gerhard:  Nazi rule and Dutch collaboration: the Netherlands under German occupation, 1940–1945. Berg Publishers, 1988
- Jeffrey W. Jones  "Every Family Has Its Freak": Perceptions of Collaboration in Occupied Soviet Russia, 1943–1948. – Slavic Review Vol. 64, No. 4 (Winter, 2005), pp. 747–770
- Kitson, Simon (2008).  The Hunt for Nazi Spies: Fighting Espionage in Vichy France.. Chicago: University of Chicago Press.
- Klaus-Peter Friedrich  Collaboration in a "Land without a Quisling": Patterns of Cooperation with the Nazi German Occupation Regime in Poland during World War II. – Slavic Review Vol. 64, No. 4 (Winter, 2005), pp. 711–746
- Rafaël Lemkin,  Axis Rule in Occupied Europe: Laws of Occupation, Analysis of Government, Proposals for Redress., Legal classics library,
- World constitutions, Volume 56 of Publications of the Carnegie Endowment for International Peace, Division of International Law, 1944
- Hitler's Empire: How the Nazis Ruled Europe., by Mark Mazower, Penguin Books 2008 (paperback), Chapter 14, "Eastern Helpers", pp. 446–47 (ISBN 978-0-14-311610-3)
- (EN) Philip Morgan, Hitler's Collaborators: Choosing Between Bad and Worse in Nazi-occupied Western Europe, Oxford University Press, 2018, ISBN 978-0-19-923973-3.
- Nazism, a history in documents and eyewitness accounts, 1919–1945, Volume II: Foreign Policy, War and Racial Extermination, edited by J. Noakes and G. Pridham, Schocken Books (paperback), 1988, ISBN 0-8052-0972-7
- Yehuda Bauer, Rethinking the Holocaust, Yale University Press, 2001, ISBN 0-300-09300-4.
- Alain Blum, Thomas Chopard e Emilia Koustova, Survivors, Collaborators and Partisans?, in Jahrbücher für Geschichte Osteuropas, vol. 68, n. 2, 2020,  pp. 222–55, DOI:10.25162/jgo-2020-0008, JSTOR 27011586.
- Peter W. Fay, The Forgotten Army: India's Armed Struggle for Independence, 1942–1945, University of Michigan Press, 1993, ISBN 0-472-08342-2.
- Evgeny Finkel, Ordinary Jews. Choice and Survival during the Holocaust, 2017.
- Jan Grabowski, Szantażowanie Żydów: casus Warszawy 1939–1945, in Przegląd Historyczny, vol. 99, n. 4, 2008,  pp. 583–602.
- Julian T. Jackson, France: The Dark Years, 1940–1944, Oxford University Press, 2001, ISBN 978-0-19-820706-1. URL consultato il 15 agosto 2020.
- H. de Wailly, Invasion Syria, 1941: Churchill and De Gaulle's Forgotten War, trans. W. Land, 2ª ed., London, I. B. Tauris, 2016  [2006], ISBN 978-1-78453-449-3.
- Bo Lidegaard (a cura di), Dansk udenrigspolitiks historie, 4 Overleveren, København, Danmarks Nationalleksikon, 2003, ISBN 978-87-7789-093-2.
- Compton Mackenzie, Eastern Epic: September 1939 – March 1943, Defence, I, London, Chatto & Windus, 1951, OCLC 1412578.
- General Pietro Maravigna, Come abbiamo perduto la guerra in Africa. Le nostre prime colonie in Africa. Il conflitto mondiale e le operazioni in Africa Orientale e in Libia, Roma, Tosi, 1949, OCLC 643646990.
- Witold Mędykowski, Przeciw swoim: Wzorce kolaboracji żydowskiej w Krakowie i okolicy, in Zagłada Żydów. Studia i Materiały, vol. 2, n. 2, 2006,  pp. 202–20, DOI:10.32927/ZZSiM.187.
- H. E. Raugh, Wavell in the Middle East, 1939–1941: A Study in Generalship, 1st, London, Brassey's, 1993, ISBN 978-0-08-040983-2.
- Alberto Rovighi, Le Operazioni in Africa Orientale: (giugno 1940 – novembre 1941), Roma, Stato Maggiore Esercito, Ufficio storico, 1988  [1952], OCLC 848471066.

#### Estonia
- Anton Weiss-Wendt, Extermination of the Gypsies in Estonia during World War II: Popular Images and Official Policies (PDF), in Holocaust and Genocide Studies, vol. 17, n. 1, 2003,  pp. 31–61, DOI:10.1093/hgs/17.1.31, PMID 20684093.
- Anton Weiss-Wendt, On the Margins: Essays on the History of Jews in Estonia, New York, 2017, ISBN 978-963-386-166-0.